# Liga ACB 2017-18
La temporada 2017-18 de la Liga Endesa fue la 35ª temporada de la liga española de baloncesto como Liga ACB.

## Equipos participantes
| Equipo                  | Pabellón (Capacidad)                                  | Fundación |
| ----------------------- | ----------------------------------------------------- | --------- |
| Kirolbet Baskonia       | Fernando Buesa Arena (15.504 espectadores)            | 1959      |
| Divina Seguros Joventut | Olímpico de Badalona (12.500 espectadores)            | 1930      |
| FC Barcelona Lassa      | Palau Blaugrana (7.585 espectadores)                  | 1926      |
| Delteco GBC             | Donostia Arena 2016 (11.000 espectadores)             | 2001      |
| Herbalife Gran Canaria  | Gran Canaria Arena (11.500 espectadores)              | 1963      |
| Iberostar Tenerife      | Pabellón Insular Santiago Martín (5.500 espectadores) | 1939      |
| MoraBanc Andorra        | Poliesportiu d'Andorra (5.000 espectadores)           | 1970      |
| Monbus Obradoiro        | Multiusos Fontes do Sar (6.050 espectadores)          | 1970      |
| Montakit Fuenlabrada    | Pabellón Fernando Martín (5.700 espectadores)         | 1983      |
| Movistar Estudiantes    | Palacio de los Deportes (13.673 espectadores)         | 1948      |
| Real Betis Energía Plus | Palacio de Deportes San Pablo (10.200 espectadores)   | 1987      |
| Real Madrid             | Palacio de los Deportes (13.673 espectadores)         | 1932      |
| RETAbet Bilbao Basket   | Bilbao Arena (10.014 espectadores)                    | 2000      |
| Tecnyconta Zaragoza     | Pabellón Príncipe Felipe (10.744 espectadores)        | 2002      |
| San Pablo Burgos        | Coliseum Burgos (9.454 espectadores)                  | 1994      |
| UCAM Murcia             | Palacio de Deportes (7.454 espectadores)              | 1985      |
| Unicaja                 | José María Martín Carpena (11.300 espectadores)       | 1992      |
| Valencia Basket         | Pabellón Fuente de San Luis (9.000 espectadores)      | 1986      |

### Equipos por territorios
| Comunidad autónoma    | N.º | Equipos                                                  |
| --------------------- | --- | -------------------------------------------------------- |
| Comunidad de Madrid   | 3   | Montakit Fuenlabrada, Movistar Estudiantes y Real Madrid |
| País Vasco            | 3   | Kirolbet Baskonia, Delteco GBC y RETAbet Bilbao Basket   |
| Cataluña              | 2   | Divina Seguros Joventut, FC Barcelona Lassa              |
| Canarias              | 2   | Herbalife Gran Canaria e Iberostar Tenerife              |
| Andalucía             | 2   | Real Betis Energía Plus y Unicaja                        |
| Aragón                | 1   | Tecnyconta Zaragoza                                      |
| Castilla y León       | 1   | San Pablo Burgos                                         |
| Comunidad Valenciana  | 1   | Valencia Basket                                          |
| Galicia               | 1   | Natura Monbus Obradoiro                                  |
| Región de Murcia      | 1   | UCAM Murcia                                              |
| Principado de Andorra | 1   | MoraBanc Andorra                                         |

### Arbitraje
Los árbitros de cada partido fueron designados por una comisión creada para tal objetivo e integrada por representantes de la ACB y la FEB. En la temporada 2017/18, los colegiados de la categoría serán los siguientes:
- 5 - Daniel Hierrezuelo Navas
- 11 - Carlos Sánchez Monserrat
- 15 - Juan Carlos García González
- 20 - Òscar Perea Lorente
- 21 - Vicente Bultó Estébanez
- 22 - Francisco Araña Santana
- 23 - José Antonio Martín Bertrán
- 27 - Antonio Conde Ruiz
- 31 - Carlos Peruga Embid
- 33 - Miguel Ángel Pérez Pérez
- 35 - Emilio Pérez Pizarro
- 36 - José Ramón García Ortiz
- 42 - Antonio Sacristán Barazón
- 43 - Benjamín Jiménez Trujillo
- 44 - Carlos Cortés Rey
- 48 - Pedro Munar Bañón
- 50 - Luis Miguel Castillo Larroca
- 52 - Jacobo Rial Barreiro
- 53 - Rubén Sánchez Mohedas
- 54 - Fernando Calatrava Cuevas
- 55 - Jorge Martínez Fernández
- 56 - Andrés Fernández Sánchez
- 57 - Sergio Manuel Rodríguez
- 59 - Juan de Dios Oyón Cauqui
- 60 - Rafael Serrano Velázquez
- 61 - Jordi Aliaga Solé
- 62 - Víctor Mas Cagide
- 63 - Martín Caballero Madrid
- 64 - Raúl Zamorano Sánchez
- 65 - Esperanza Mendoza Holgado
- 66 - Alfonso Olivares Iglesias
- 67 - Arnau Padrós Feliu
- 68 - Alberto Sánchez Sixto
- 69 - Javier Torres Sánchez

## Detalles de la competición liguera

### Clasificación de la liga regular
| Pos. | Equipo                      | PJ | G  | P  | PF   | PC   | DP   | Clasificación o descenso     |
| ---- | --------------------------- | -- | -- | -- | ---- | ---- | ---- | ---------------------------- |
| 1    | Real Madrid                 | 34 | 30 | 4  | 3052 | 2678 | +374 | Clasificación a los playoffs |
| 2    | Kirolbet Baskonia           | 34 | 25 | 9  | 2946 | 2668 | +278 | Clasificación a los playoffs |
| 3    | FC Barcelona Lassa          | 34 | 24 | 10 | 3030 | 2691 | +339 | Clasificación a los playoffs |
| 4    | Valencia Basket             | 34 | 22 | 12 | 2809 | 2582 | +227 | Clasificación a los playoffs |
| 5    | Herbalife Gran Canaria      | 34 | 20 | 14 | 2851 | 2780 | +71  | Clasificación a los playoffs |
| 6    | MoraBanc Andorra            | 34 | 19 | 15 | 2898 | 2787 | +111 | Clasificación a los playoffs |
| 7    | Unicaja                     | 34 | 19 | 15 | 2778 | 2631 | +147 | Clasificación a los playoffs |
| 8    | Iberostar Tenerife          | 34 | 19 | 15 | 2684 | 2614 | +70  | Clasificación a los playoffs |
| 9    | Montakit Fuenlabrada        | 34 | 17 | 17 | 2641 | 2806 | −165 |                              |
| 10   | UCAM Murcia                 | 34 | 17 | 17 | 2624 | 2589 | +35  |                              |
| 11   | Movistar Estudiantes        | 34 | 17 | 17 | 2861 | 2892 | −31  |                              |
| 12   | Monbus Obradoiro            | 34 | 14 | 20 | 2650 | 2742 | −92  |                              |
| 13   | Delteco GBC                 | 34 | 13 | 21 | 2742 | 2854 | −112 |                              |
| 14   | San Pablo Burgos            | 34 | 13 | 21 | 2775 | 2961 | −186 |                              |
| 15   | Divina Seguros Joventut     | 34 | 12 | 22 | 2709 | 2831 | −122 |                              |
| 16   | Tecnyconta Zaragoza         | 34 | 10 | 24 | 2780 | 3006 | −226 |                              |
| 17   | RETAbet Bilbao Basket (R)   | 34 | 8  | 26 | 2592 | 2843 | −251 | Descenso a la LEB Oro        |
| 18   | Real Betis Energía Plus (R) | 34 | 7  | 27 | 2629 | 3096 | −467 | Descenso a la LEB Oro        |

 Fuente: ACB

### Tabla de resultados cruzados
| Local \ Visitante       | BKN    | GBC    | JOV    | FCB     | HGC   | IBT    | OBR    | FUE     | MBA     | MOV     | BET    | RMB    | RBB   | SPA    | TZA    | UCM    | UNI    | VLC   |
| ----------------------- | ------ | ------ | ------ | ------- | ----- | ------ | ------ | ------- | ------- | ------- | ------ | ------ | ----- | ------ | ------ | ------ | ------ | ----- |
| Kirolbet Baskonia       | —      | 88–86  | 87–77  | 96–72   | 91–66 | 100–94 | 85–78  | 95–63   | 88–75   | 94–76   | 94–70  | 69–81  | 94–71 | 102–82 | 73–78  | 87–85  | 96–78  | 78–74 |
| Delteco GBC             | 72–84  | —      | 92–87  | 77–101  | 80–87 | 89–70  | 107–99 | 81–76   | 60–64   | 101–91  | 94–60  | 84–98  | 87–91 | 63–71  | 94–99  | 67–69  | 71–63  | 77–95 |
| Divina Seguros Joventut | 61–75  | 76–67  | —      | 72–74   | 92–91 | 73–76  | 62–63  | 95–87   | 103–101 | 93–96   | 81–76  | 66–84  |       | 81–88  | 94–83  | 62–71  | 85–78  | 77–75 |
| FC Barcelona Lassa      | 87–82  | 899–0  | 91–79  | —       | 77–88 | 91–93  | 102–58 | 101–74  | 94–70   | 95–100  | 121–56 | 94–72  | 90–58 | 111–81 | 100–84 | 94–97  | 73–76  | 79–74 |
| Herbalife Gran Canaria  | 100–82 | 84–76  | 94–69  | 77–93   | —     | 68–76  | 82–64  | 87–65   | 99–95   | 99–95   | 83–90  | 88–78  | 90–85 | 87–80  | 90–70  | 83–71  | 76–55  | 87–78 |
| Iberostar Tenerife      | 86–74  | 88–92  | 77–75  | 86–81   | 92–71 | —      | 73–69  | 83–75   | 69–78   | 77–59   | 87–70  | 74–84  | 83–69 | 84–76  | 100–94 | 84–78  | 81–77  | 67–70 |
| Monbus Obradoiro        | 77–83  | 69–72  | 77–68  | 73–76   | 79–65 | 75–64  | —      | 78–81   | 65–77   | 112–116 | 89–70  | 93–102 | 70–69 | 94–69  | 80–74  | 70–68  | 91–97  | 96–77 |
| Montakit Fuenlabrada    | 80–75  | 84–70  | 83–78  | 75–93   | 66–86 | 79–68  | 65–73  | —       | 77–85   | 87–81   | 91–94  | 75–90  | 82–68 | 69–79  | 88–82  | 88–86  | 77–69  | 61–76 |
| MoraBanc Andorra        | 94–97  | 94–81  | 88–81  | 102–92  | 78–76 | 58–48  | 93–96  | 94–95   | —       | 78–65   | 96–68  | 89–87  | 99–91 | 91–99  | 100–77 | 90–70  | 66–60  | 87–69 |
| Movistar Estudiantes    | 87–89  | 75–92  | 101–94 | 80–70   | 88–75 | 97–92  | 95–67  | 69–71   | 81–72   | —       | 89–83  | 75–92  | 96–84 | 100–76 | 84–74  | 79–91  | 57–72  | 73–71 |
| Real Betis Energía Plus | 62–106 | 88–94  | 86–81  | 82–89   | 76–77 | 62–109 | 83–77  | 70–73   | 89–100  | 81–90   | —      | 63–98  | 86–94 | 96–101 | 70–67  | 87–102 | 89–88  | 80–90 |
| Real Madrid             | 101–89 | 87–75  | 87–70  | 80–84   | 96–72 | 89–76  | 78–65  | 100–72  | 94–88   | 96–89   | 104–89 | —      | 95–65 | 96–81  | 93–65  | 87–85  | 99–85  | 83–71 |
| RETAbet Bilbao Basket   | 74–78  | 71–74  | 99–74  | 83–104  | 92–78 | 67–74  | 74–84  | 77–83   | 72–82   | 87–77   | 93–79  | 80–87  | —     | 62–78  | 77–72  | 73–82  | 70–67  | 77–81 |
| San Pablo Burgos        | 76–100 | 76–99  | 79–80  | 101–103 | 89–98 | 65–81  | 86–77  | 69–71   | 92–86   | 72–87   | 92–88  | 95–100 | 90–86 | —      | 96–88  | 89–86  | 78–85  | 76–90 |
| Tecnyconta Zaragoza     | 74–98  | 97–73  | 86–92  | 86–99   | 95–99 | 89–77  | 93–87  | 102–108 | 95–78   | 102–97  | 81–78  | 81–96  | 81–61 | 73–79  | —      | 73–77  | 77–102 | 74–97 |
| UCAM Murcia             | 78–67  | 83–69  | 75–92  | 55–61   | 84–78 | 74–72  | 60–62  | 82–62   | 81–77   | 71–77   | 63–70  | 61–63  | 82–71 | 67–64  | 84–73  | —      | 64–74  | 91–93 |
| Unicaja                 | 72–73  | 114–88 | 86–74  | 80–78   | 94–87 | 72–62  | 96–76  | 82–86   | 87–86   | 89–70   | 99–71  | 88–89  | 93–78 | 93–72  | 82–83  | 78–67  | —      | 74–67 |
| Valencia Basket         | 81–77  | 86–64  | 102–81 | 70–71   | 89–83 | 74–61  | 80–67  | 88–72   | 89–87   | 93–69   | 103–67 | 82–86  | 87–67 | 87–78  | 103–58 | 73–84  | 74–73  | —     |

### Evolución de la clasificación
La tabla enumera las posiciones de los equipos después de la finalización de cada jornada. Con el fin de preservar los cambios cronológicos, los partidos pospuestos no se incluyen en la jornada en la que se programaron originalmente, pero se añadieron a la jornada que se jugó inmediatamente después. Por ejemplo, si un partido estaba programado para la jornada 13, pero luego se pospone y se juega entre las 16 y 17, se agregará a la clasificación para la jornada 16.
| Equipo \ Jornada | 1           | 2  | 3  | 4  | 5  | 6  | 7  | 8  | 9  | 10 | 11 | 12 | 13 | 14 | 15 | 16 | 17 | 18 | 19 | 20 | 21 | 22 | 23 | 24 | 25 | 26 | 27 | 28 | 29 | 30 | 31 | 32 | 33 | 34 |   |
| ---------------- | ----------- | -- | -- | -- | -- | -- | -- | -- | -- | -- | -- | -- | -- | -- | -- | -- | -- | -- | -- | -- | -- | -- | -- | -- | -- | -- | -- | -- | -- | -- | -- | -- | -- | -- | - |
| Equipo \ Jornada | Real Madrid | 6  | 5  | 1  | 2  | 1  | 1  | 1  | 1  | 1  | 1  | 1  | 1  | 1  | 1  | 1  | 1  | 1  | 1  | 1  | 1  | 1  | 1  | 1  | 1  | 1  | 1  | 1  | 1  | 1  | 1  | 1  | 1  | 1  | 1 |
| Baskonia         | 11          | 9  | 10 | 14 | 11 | 13 | 12 | 10 | 7  | 7  | 5  | 5  | 5  | 5  | 5  | 7  | 6  | 5  | 5  | 3  | 4  | 4  | 4  | 2  | 2  | 2  | 2  | 2  | 2  | 2  | 2  | 2  | 2  | 2  |   |
| FC Barcelona     | 8           | 7  | 2  | 1  | 3  | 4  | 3  | 3  | 2  | 2  | 2  | 4  | 4  | 2  | 2  | 2  | 3  | 2  | 3  | 4  | 2  | 2  | 2  | 3  | 3  | 3  | 3  | 3  | 3  | 3  | 3  | 3  | 3  | 3  |   |
| Valencia Basket  | 3           | 2  | 4  | 6  | 6  | 2  | 2  | 2  | 3  | 3  | 3  | 2  | 3  | 3  | 4  | 3  | 2  | 3  | 2  | 2  | 3  | 3  | 3  | 4  | 4  | 4  | 4  | 4  | 4  | 4  | 4  | 4  | 4  | 4  |   |
| Gran Canaria     | 5           | 6  | 3  | 5  | 4  | 6  | 4  | 6  | 6  | 6  | 6  | 6  | 6  | 7  | 6  | 6  | 9  | 7  | 7  | 6  | 6  | 6  | 8  | 5  | 5  | 7  | 8  | 6  | 7  | 6  | 5  | 5  | 5  | 5  |   |
| MoraBanc Andorra | 12          | 13 | 15 | 13 | 14 | 14 | 16 | 15 | 9  | 12 | 10 | 10 | 10 | 9  | 9  | 10 | 10 | 10 | 9  | 8  | 8  | 8  | 7  | 8  | 6  | 6  | 6  | 7  | 6  | 7  | 7  | 7  | 7  | 6  |   |
| Unicaja          | 4           | 1  | 7  | 4  | 7  | 5  | 7  | 7  | 8  | 8  | 8  | 9  | 9  | 8  | 7  | 5  | 5  | 4  | 4  | 5  | 5  | 5  | 6  | 7  | 8  | 5  | 5  | 5  | 5  | 5  | 6  | 6  | 6  | 7  |   |
| Iberostar        | 1           | 3  | 8  | 7  | 5  | 7  | 8  | 9  | 12 | 9  | 9  | 7  | 7  | 6  | 8  | 8  | 7  | 8  | 8  | 9  | 9  | 9  | 9  | 9  | 9  | 9  | 10 | 10 | 10 | 8  | 8  | 8  | 8  | 8  |   |
| Fuenlabrada      | 2           | 4  | 5  | 3  | 2  | 3  | 5  | 5  | 5  | 5  | 4  | 3  | 2  | 4  | 3  | 4  | 4  | 6  | 6  | 7  | 7  | 7  | 5  | 6  | 7  | 8  | 9  | 9  | 9  | 10 | 10 | 10 | 10 | 9  |   |
| UCAM Murcia      | 16          | 15 | 11 | 10 | 12 | 9  | 11 | 13 | 11 | 10 | 11 | 11 | 11 | 10 | 10 | 9  | 8  | 9  | 10 | 11 | 11 | 10 | 11 | 10 | 10 | 10 | 7  | 8  | 8  | 9  | 9  | 9  | 9  | 10 |   |
| Estudiantes      | 9           | 12 | 14 | 12 | 9  | 11 | 9  | 11 | 13 | 14 | 12 | 13 | 12 | 12 | 13 | 12 | 13 | 13 | 13 | 12 | 13 | 13 | 13 | 13 | 11 | 11 | 11 | 11 | 11 | 11 | 11 | 11 | 11 | 11 |   |
| Obradoiro        | 7           | 10 | 9  | 11 | 8  | 8  | 6  | 4  | 4  | 4  | 7  | 8  | 8  | 11 | 11 | 13 | 11 | 11 | 11 | 10 | 10 | 11 | 10 | 11 | 12 | 12 | 13 | 13 | 13 | 13 | 12 | 12 | 12 | 12 |   |
| Delteco GBC      | 14          | 8  | 6  | 8  | 10 | 12 | 15 | 12 | 15 | 11 | 13 | 14 | 13 | 13 | 12 | 11 | 12 | 12 | 12 | 13 | 12 | 12 | 12 | 12 | 13 | 13 | 12 | 12 | 12 | 12 | 13 | 13 | 13 | 13 |   |
| San Pablo        | 18          | 17 | 18 | 18 | 18 | 18 | 18 | 17 | 17 | 17 | 17 | 17 | 17 | 18 | 17 | 16 | 15 | 15 | 16 | 16 | 16 | 16 | 16 | 16 | 16 | 15 | 14 | 14 | 14 | 14 | 14 | 14 | 14 | 14 |   |
| Joventut         | 10          | 11 | 13 | 15 | 16 | 16 | 14 | 16 | 14 | 15 | 15 | 12 | 14 | 16 | 16 | 17 | 17 | 17 | 17 | 17 | 18 | 18 | 18 | 18 | 18 | 18 | 18 | 17 | 15 | 15 | 15 | 15 | 15 | 15 |   |
| Zaragoza         | 13          | 14 | 16 | 16 | 15 | 15 | 10 | 8  | 10 | 13 | 14 | 15 | 15 | 15 | 14 | 15 | 16 | 16 | 14 | 14 | 14 | 14 | 14 | 14 | 14 | 14 | 15 | 15 | 16 | 16 | 16 | 16 | 16 | 16 |   |
| Bilbao Basket    | 17          | 16 | 12 | 9  | 13 | 10 | 13 | 14 | 16 | 16 | 16 | 16 | 16 | 14 | 15 | 14 | 14 | 14 | 15 | 15 | 15 | 15 | 15 | 15 | 15 | 16 | 16 | 16 | 17 | 17 | 17 | 17 | 17 | 17 |   |
| Real Betis       | 15          | 18 | 17 | 17 | 17 | 17 | 17 | 18 | 18 | 18 | 18 | 18 | 18 | 17 | 18 | 18 | 18 | 18 | 18 | 18 | 17 | 17 | 17 | 17 | 17 | 17 | 17 | 18 | 18 | 18 | 18 | 18 | 18 | 18 |   |

Actualizado a los partidos jugados el 1 de abril de 2018. Fuente: ACB

### Resultados
| FC Barcelona Lassa      | 87 – 82 Archivado el 30 de septiembre de 2017 en Wayback Machine.   | Kirolbet Baskonia       | Palau Blaugrana     | 29 de septiembre | 21:00 | 5.562 | Pérez Pérez, Calatrava, Rial       |
| Montakit Fuenlabrada    | 82 – 68 Archivado el 1 de octubre de 2017 en Wayback Machine.       | RETAbet Bilbao Basket   | Fernando Martín     | 30 de septiembre | 19:30 | 5.346 | Cortés, Araña, Sánchez Mohedas     |
| Monbus Obradoiro        | 80 – 74 Archivado el 1 de octubre de 2017 en Wayback Machine.       | Tecnyconta Zaragoza     | Fontes do Sar       | 30 de septiembre | 20:00 | 4.716 | Pérez Pizarro, García Ortiz, Munar |
| Real Betis Energía Plus | 80 – 90 Archivado el 1 de octubre de 2017 en Wayback Machine.       | Valencia Basket         | San Pablo           | 1 de octubre     | 12:30 | 4.649 | Martín Bertrán, Perea, Zamorano    |
| UCAM Murcia             | 64 – 74 Archivado el 1 de octubre de 2017 en Wayback Machine.       | Unicaja                 | Palacio de Deportes | 1 de octubre     | 12:30 | 5.535 | García González, Oyón, Caballero   |
| San Pablo Burgos        | 65 – 81 Archivado el 1 de octubre de 2017 en Wayback Machine.       | Iberostar Tenerife      | El Plantío          | 1 de octubre     | 12:30 | 8.817 | Peruga, Manuel, Torres             |
| Herbalife Gran Canaria  | 84 – 76 Archivado el 1 de octubre de 2017 en Wayback Machine.       | Delteco GBC             | Gran Canaria Arena  | 1 de octubre     | 13:00 | 6.140 | Hierrezuelo, Serrano, Olivares     |
| Real Madrid             | 94 – 88 Archivado el 2 de octubre de 2017 en Wayback Machine.       | MoraBanc Andorra        | WiZink Center       | 1 de octubre     | 18:00 | 7.853 | Jiménez, Castillo, Mas             |
| Movistar Estudiantes    | 101 – 94 Archivado el 5 de enero de 2018 en Wayback Machine. (T.E.) | Divina Seguros Joventut | WiZink Center       | 4 de enero       | 20:00 | 7.170 | Conde, Bultó, Mendoza              |

| Delteco GBC             | 94 – 60 Archivado el 5 de octubre de 2017 en Wayback Machine.        | Real Betis Energía Plus | Donostia Arena 2016      | 4 de octubre | 20:00 | 1.495 | Peruga, Martínez, Sánchez Monserrat    |
| Tecnyconta Zaragoza     | 95 – 99 Archivado el 5 de octubre de 2017 en Wayback Machine.        | Herbalife Gran Canaria  | Pabellón Príncipe Felipe | 4 de octubre | 20:45 | 5.821 | Jiménez, Rial, Sánchez Mohedas         |
| Valencia Basket         | 80 – 67 Archivado el 5 de octubre de 2017 en Wayback Machine.        | Monbus Obradoiro        | Fuente de San Luis       | 4 de octubre | 21:00 | 8.000 | Hierrezuelo, Aliaga, Caballero         |
| MoraBanc Andorra        | 94 – 95 Archivado el 5 de octubre de 2017 en Wayback Machine. (T.E.) | Montakit Fuenlabrada    | Poliesportiu d'Andorra   | 4 de octubre | 21:00 | 3.714 | García González, Manuel, Sánchez Sixto |
| Iberostar Tenerife      | 84 – 78 Archivado el 5 de octubre de 2017 en Wayback Machine.        | UCAM Murcia             | Insular Santiago Martín  | 4 de octubre | 21:30 | 3.873 | Pérez Pizarro, García Ortiz, Zamorano  |
| RETAbet Bilbao Basket   | 80 – 87 Archivado el 6 de octubre de 2017 en Wayback Machine.        | Real Madrid             | Bilbao Arena             | 5 de octubre | 19:15 | 8.511 | Hierrezuelo, Oyón, Munar               |
| Kirolbet Baskonia       | 94 – 76 Archivado el 6 de octubre de 2017 en Wayback Machine.        | Movistar Estudiantes    | Fernando Buesa Arena     | 5 de octubre | 21:30 | 8.713 | Cortés, Serrano, Sacristán             |
| Unicaja                 | 93 – 72 Archivado el 7 de octubre de 2017 en Wayback Machine.        | San Pablo Burgos        | Martín Carpena           | 5 de octubre | 21:30 | 6.515 | Perea, Fernández, Mas                  |
| Divina Seguros Joventut | 72 – 74 Archivado el 6 de octubre de 2017 en Wayback Machine.        | FC Barcelona Lassa      | Olímpico de Badalona     | 5 de octubre | 21:30 | 4.307 | Martín Bertrán, Araña, Padrós          |

| Herbalife Gran Canaria  | 100 – 82 Archivado el 8 de octubre de 2017 en Wayback Machine. | Kirolbet Baskonia       | Gran Canaria Arena      | 7 de octubre | 19:00 | 6.271 | Peruga, Castillo, Caballero           |
| Monbus Obradoiro        | 77 – 68 Archivado el 8 de octubre de 2017 en Wayback Machine.  | Divina Seguros Joventut | Fontes do Sar           | 7 de octubre | 20:00 | 4.865 | Jiménez, Oyón, Sánchez Sixto          |
| Real Madrid             | 93 – 65 Archivado el 8 de octubre de 2017 en Wayback Machine.  | Tecnyconta Zaragoza     | WiZink Center           | 8 de octubre | 12:30 | 8.043 | Calatrava, Araña, Mendoza             |
| FC Barcelona Lassa      | 111 – 81 Archivado el 8 de octubre de 2017 en Wayback Machine. | San Pablo Burgos        | Palau Blaugrana         | 8 de octubre | 12:30 | 3.581 | Pérez Pizarro, Aliaga, Olivares       |
| UCAM Murcia             | 81 – 77 Archivado el 8 de octubre de 2017 en Wayback Machine.  | MoraBanc Andorra        | Palacio de Deportes     | 8 de octubre | 12:30 | 5.114 | Hierrezuelo, Perea, Sánchez Monserrat |
| Montakit Fuenlabrada    | 77 – 69 Archivado el 8 de octubre de 2017 en Wayback Machine.  | Unicaja                 | Fernando Martín         | 8 de octubre | 12:30 | 5.026 | Martín Bertrán, Martínez, Rial        |
| Real Betis Energía Plus | 86 – 94 Archivado el 8 de octubre de 2017 en Wayback Machine.  | RETAbet Bilbao Basket   | San Pablo               | 8 de octubre | 12:30 | 3.588 | Pérez Pérez, Manuel, Padrós           |
| Iberostar Tenerife      | 67 – 70 Archivado el 9 de octubre de 2017 en Wayback Machine.  | Valencia Basket         | Insular Santiago Martín | 8 de octubre | 18:30 | 4.723 | Conde, Bultó, Sacristán               |
| Movistar Estudiantes    | 75 – 92 Archivado el 9 de octubre de 2017 en Wayback Machine.  | Delteco GBC             | WiZink Center           | 8 de octubre | 18:30 | 5.531 | García González, Fernández, Torres    |

| Unicaja                 | 99 – 71 Archivado el 15 de octubre de 2017 en Wayback Machine.  | Real Betis Energía Plus | Martín Carpena         | 14 de octubre | 19:00 | 7.290 | Calatrava, García Ortiz, Sánchez Sixto   |
| San Pablo Burgos        | 72 – 87 Archivado el 15 de octubre de 2017 en Wayback Machine.  | Movistar Estudiantes    | El Plantío             | 14 de octubre | 20:00 | 8.875 | Jiménez, Castillo, Padrós                |
| Montakit Fuenlabrada    | 80 – 75 Archivado el 16 de octubre de 2017 en Wayback Machine.  | Kirolbet Baskonia       | Fernando Martín        | 15 de octubre | 12:30 | 5.593 | Conde, Perea, Torres                     |
| MoraBanc Andorra        | 78 – 76 Archivado el 16 de octubre de 2017 en Wayback Machine.  | Herbalife Gran Canaria  | Poliesportiu d'Andorra | 15 de octubre | 12:30 | 4.230 | Pérez Pérez, Oyón, Mendoza               |
| Divina Seguros Joventut | 73 – 76 Archivado el 16 de octubre de 2017 en Wayback Machine.  | Iberostar Tenerife      | Olímpico de Badalona   | 15 de octubre | 12:30 | 3.781 | Hierrezuelo, Serrano, Munar              |
| RETAbet Bilbao Basket   | 77 – 72 Archivado el 16 de octubre de 2017 en Wayback Machine.  | Tecnyconta Zaragoza     | Bilbao Arena           | 15 de octubre | 12:30 | 7.803 | Martín Bertrán, Fernández, Olivares      |
| Delteco GBC             | 67 – 69 Archivado el 16 de octubre de 2017 en Wayback Machine.  | UCAM Murcia             | Donostia Arena 2016    | 15 de octubre | 12:30 | 1.913 | Cortés, Aliaga, Mas                      |
| Valencia Basket         | 82 – 86 Archivado el 16 de octubre de 2017 en Wayback Machine.  | Real Madrid             | Fuente de San Luis     | 15 de octubre | 18:30 | 8.500 | García González, Manuel, Sánchez Mohedas |
| FC Barcelona Lassa      | 102 – 58 Archivado el 16 de octubre de 2017 en Wayback Machine. | Monbus Obradoiro        | Palau Blaugrana        | 15 de octubre | 19:00 | 4.315 | Peruga, Martínez, Zamorano               |

| Iberostar Tenerife      | 83 – 69 Archivado el 28 de octubre de 2017 en Wayback Machine. | RETAbet Bilbao Basket   | Insular Santiago Martín  | 21 de octubre | 19:00 | 4.247 | Jiménez, Aliaga, Caballero                  |
| Monbus Obradoiro        | 94 – 69 Archivado el 28 de octubre de 2017 en Wayback Machine. | San Pablo Burgos        | Fontes do Sar            | 21 de octubre | 20:00 | 4.925 | García González, Calatrava, Sánchez Mohedas |
| Real Betis Energía Plus | 70 – 73 Archivado el 28 de octubre de 2017 en Wayback Machine. | Montakit Fuenlabrada    | San Pablo                | 22 de octubre | 12:30 | 3.759 | Pérez Pizarro, Castillo, Olivares           |
| Tecnyconta Zaragoza     | 95 – 78 Archivado el 28 de octubre de 2017 en Wayback Machine. | MoraBanc Andorra        | Pabellón Príncipe Felipe | 22 de octubre | 12:30 | 7.885 | Cortés, Serrano, Padrós                     |
| Kirolbet Baskonia       | 88 – 86 Archivado el 28 de octubre de 2017 en Wayback Machine. | Delteco GBC             | Fernando Buesa Arena     | 22 de octubre | 12:30 | 8.664 | Martín Bertrán, Oyón, Mendoza               |
| Movistar Estudiantes    | 80 – 70 Archivado el 28 de octubre de 2017 en Wayback Machine. | FC Barcelona Lassa      | WiZink Center            | 22 de octubre | 12:30 | 9.099 | Hierrezuelo, Manuel, Sánchez Monserrat      |
| Herbalife Gran Canaria  | 94 – 69 Archivado el 28 de octubre de 2017 en Wayback Machine. | Divina Seguros Joventut | Gran Canaria Arena       | 22 de octubre | 13:00 | 6.344 | Perea, García Ortiz, Torres                 |
| UCAM Murcia             | 91 – 93 Archivado el 28 de octubre de 2017 en Wayback Machine. | Valencia Basket         | Palacio de Deportes      | 22 de octubre | 18:00 | 5.814 | Pérez Pérez, Araña, Rial                    |
| Real Madrid             | 99 – 85 Archivado el 28 de octubre de 2017 en Wayback Machine. | Unicaja                 | WiZink Center            | 22 de octubre | 18:30 | 8.540 | Conde, Bultó, Zamorano                      |

| San Pablo Burgos        | 95 – 100 Archivado el 29 de octubre de 2017 en Wayback Machine. | Real Madrid             | El Plantío             | 28 de octubre | 19:00 | 9.234 | Martín Bertrán, Serrano, Sánchez Sixto       |
| Montakit Fuenlabrada    | 65 – 73 Archivado el 29 de octubre de 2017 en Wayback Machine.  | Monbus Obradoiro        | Fernando Martín        | 28 de octubre | 19:30 | 5.503 | Bultó, García Ortiz, Fernández               |
| MoraBanc Andorra        | 58 – 48 Archivado el 1 de noviembre de 2017 en Wayback Machine. | Iberostar Tenerife      | Poliesportiu d'Andorra | 29 de octubre | 12:30 | 3.750 | Pérez Pizarro, Araña, Sánchez Mohedas        |
| Delteco GBC             | 87 – 91 Archivado el 1 de noviembre de 2017 en Wayback Machine. | RETAbet Bilbao Basket   | Donostia Arena 2016    | 29 de octubre | 12:30 | 2.355 | Pérez Pérez, Perea, Zamorano                 |
| Divina Seguros Joventut | 81 – 76 Archivado el 1 de noviembre de 2017 en Wayback Machine. | Real Betis Energía Plus | Olímpico de Badalona   | 29 de octubre | 12:30 | 4.034 | Cortés, Manuel, Caballero                    |
| FC Barcelona Lassa      | 94 – 97 Archivado el 1 de noviembre de 2017 en Wayback Machine. | UCAM Murcia             | Palau Blaugrana        | 29 de octubre | 12:30 | 4.719 | Jiménez, Castillo, Sacristán                 |
| Kirolbet Baskonia       | 73 – 78 Archivado el 1 de noviembre de 2017 en Wayback Machine. | Tecnyconta Zaragoza     | Fernando Buesa Arena   | 29 de octubre | 18:00 | 9.071 | García González, Martínez, Sánchez Monserrat |
| Unicaja                 | 89 – 70 Archivado el 1 de noviembre de 2017 en Wayback Machine. | Movistar Estudiantes    | Martín Carpena         | 29 de octubre | 18:30 | 7.509 | Peruga, Aliaga, Munar                        |
| Valencia Basket         | 89 – 83 Archivado el 1 de noviembre de 2017 en Wayback Machine. | Herbalife Gran Canaria  | Fuente de San Luis     | 29 de octubre | 18:30 | 8.500 | Conde, Calatrava, Mas                        |

| Iberostar Tenerife      | 74 – 84 Archivado el 7 de noviembre de 2017 en Wayback Machine.  | Real Madrid          | Insular Santiago Martín  | 4 de noviembre | 19:00 | 5.159 | Pérez Pérez, Calatrava, Padrós      |
| Real Betis Energía Plus | 81 – 90 Archivado el 7 de noviembre de 2017 en Wayback Machine.  | Movistar Estudiantes | San Pablo                | 5 de noviembre | 12:30 | 3.040 | García González, Oyón, Torres       |
| Tecnyconta Zaragoza     | 97 – 73 Archivado el 7 de noviembre de 2017 en Wayback Machine.  | Delteco GBC          | Pabellón Príncipe Felipe | 5 de noviembre | 12:30 | 7.982 | Pérez Pizarro, Bultó, Sánchez Sixto |
| Divina Seguros Joventut | 103 – 101 (T.E.)                                                 | MoraBanc Andorra     | Olímpico de Badalona     | 5 de noviembre | 12:30 | 4.063 | Peruga, Fernández, Sacristán        |
| UCAM Murcia             | 60 – 62 Archivado el 7 de noviembre de 2017 en Wayback Machine.  | Monbus Obradoiro     | Palacio de Deportes      | 5 de noviembre | 12:30 | 5.506 | Martín Bertrán, Manuel, Olivares    |
| Herbalife Gran Canaria  | 87 – 65 Archivado el 7 de noviembre de 2017 en Wayback Machine.  | Montakit Fuenlabrada | Gran Canaria Arena       | 5 de noviembre | 13:00 | 6.481 | Hierrezuelo, Martínez, Munar        |
| Valencia Basket         | 87 – 78 Archivado el 6 de noviembre de 2017 en Wayback Machine.  | San Pablo Burgos     | Fuente de San Luis       | 5 de noviembre | 18:00 | 8.500 | Cortés, García Ortiz, Mendoza       |
| RETAbet Bilbao Basket   | 83 – 104 Archivado el 7 de noviembre de 2017 en Wayback Machine. | FC Barcelona Lassa   | Bilbao Arena             | 5 de noviembre | 18:00 | 8.976 | Conde, Rial, Mas                    |
| Unicaja                 | 72 – 73 Archivado el 7 de noviembre de 2017 en Wayback Machine.  | Kirolbet Baskonia    | Martín Carpena           | 5 de noviembre | 18:30 | 8.398 | Jiménez, Araña, Serrano             |

| Monbus Obradoiro      | 79 – 65 Archivado el 14 de noviembre de 2017 en Wayback Machine. | Herbalife Gran Canaria  | Fontes do Sar            | 11 de noviembre | 19:00 | 5.062  | Peruga, Aliaga, Padrós              |
| San Pablo Burgos      | 89 – 86 Archivado el 14 de noviembre de 2017 en Wayback Machine. | UCAM Murcia             | El Plantío               | 11 de noviembre | 20:00 | 8.531  | Pérez Pérez, Martínez, Fernández    |
| Movistar Estudiantes  | 69 – 71 Archivado el 14 de noviembre de 2017 en Wayback Machine. | Montakit Fuenlabrada    | WiZink Center            | 12 de noviembre | 12:30 | 8.924  | Cortés, Araña, Sánchez Mohedas      |
| RETAbet Bilbao Basket | 77 – 81 Archivado el 14 de noviembre de 2017 en Wayback Machine. | Valencia Basket         | Bilbao Arena             | 12 de noviembre | 12:30 | 7.959  | Jiménez, Serrano, Sánchez Monserrat |
| Tecnyconta Zaragoza   | 89 – 77 Archivado el 14 de noviembre de 2017 en Wayback Machine. | Iberostar Tenerife      | Pabellón Príncipe Felipe | 12 de noviembre | 12:30 | 7.632  | Martín Bertrán, Castillo, Mendoza   |
| Delteco GBC           | 71 – 63 Archivado el 14 de noviembre de 2017 en Wayback Machine. | Unicaja                 | Donostia Arena 2016      | 12 de noviembre | 18:00 | 2.721  | García González, Calatrava, Torres  |
| Kirolbet Baskonia     | 87 – 77 Archivado el 14 de noviembre de 2017 en Wayback Machine. | Divina Seguros Joventut | Fernando Buesa Arena     | 12 de noviembre | 18:00 | 9.420  | Hierrezuelo, Rial, Olivares         |
| MoraBanc Andorra      | 96 – 68 Archivado el 14 de noviembre de 2017 en Wayback Machine. | Real Betis Energía Plus | Poliesportiu d'Andorra   | 12 de noviembre | 18:30 | 4.374  | Conde, Bultó, Zamorano              |
| Real Madrid           | 80 – 84 Archivado el 14 de noviembre de 2017 en Wayback Machine. | FC Barcelona Lassa      | WiZink Center            | 12 de noviembre | 18:30 | 12.114 | Pérez Pizarro, Perea, Caballero     |

| Real Betis Energía Plus | 63 – 98 Archivado el 15 de diciembre de 2017 en Wayback Machine.  | Real Madrid           | San Pablo              | 18 de noviembre | 19:00 | 5.200 | Peruga, Araña, Sacristán               |
| Montakit Fuenlabrada    | 88 – 82 Archivado el 22 de diciembre de 2017 en Wayback Machine.  | Tecnyconta Zaragoza   | Fernando Martín        | 18 de noviembre | 19:30 | 5.419 | Jiménez, Aliaga, Zamorano              |
| San Pablo Burgos        | 76 – 100 Archivado el 27 de noviembre de 2017 en Wayback Machine. | Kirolbet Baskonia     | El Plantío             | 19 de noviembre | 12:30 | 9.253 | Pérez Pizarro, Oyón, Munar             |
| MoraBanc Andorra        | 66 – 60 Archivado el 27 de noviembre de 2017 en Wayback Machine.  | Unicaja               | Poliesportiu d'Andorra | 19 de noviembre | 12:30 | 3.870 | Pérez Pérez, Manuel, Caballero         |
| UCAM Murcia             | 82 – 71 Archivado el 27 de noviembre de 2017 en Wayback Machine.  | RETAbet Bilbao Basket | Palacio de Deportes    | 19 de noviembre | 12:30 | 5.389 | Calatrava, García Ortiz, Sánchez Sixto |
| Herbalife Gran Canaria  | 99 – 95 Archivado el 27 de noviembre de 2017 en Wayback Machine.  | Movistar Estudiantes  | Gran Canaria Arena     | 19 de noviembre | 12:30 | 6.219 | Martín Bertrán, Rial, Serrano          |
| Divina Seguros Joventut | 76 – 67 Archivado el 27 de noviembre de 2017 en Wayback Machine.  | Delteco GBC           | Olímpico de Badalona   | 19 de noviembre | 12:30 | 5.397 | Conde, Castillo, Sánchez Mohedas       |
| Monbus Obradoiro        | 75 – 64 Archivado el 27 de noviembre de 2017 en Wayback Machine.  | Iberostar Tenerife    | Fontes do Sar          | 19 de noviembre | 18:00 | 5.073 | Hierrezuelo, Perea, Mas                |
| FC Barcelona Lassa      | 79 – 74 Archivado el 18 de diciembre de 2017 en Wayback Machine.  | Valencia Basket       | Palau Blaugrana        | 19 de noviembre | 18:30 | 5.420 | García González, Martínez, Fernández   |

| Delteco GBC           | 81 – 76 Archivado el 4 de diciembre de 2017 en Wayback Machine. | Montakit Fuenlabrada    | Donostia Arena 2016      | 2 de diciembre | 19:00 | 2.103 | Martín Bertrán, García Ortiz, Caballero |
| Iberostar Tenerife    | 87 – 70 Archivado el 4 de diciembre de 2017 en Wayback Machine. | Real Betis Energía Plus | Insular Santiago Martín  | 2 de diciembre | 21:30 | 4.577 | García González, Calatrava, Munar       |
| RETAbet Bilbao Basket | 62 – 78 Archivado el 8 de diciembre de 2017 en Wayback Machine. | San Pablo Burgos        | Bilbao Arena             | 3 de diciembre | 12:30 | 9.806 | Peruga, Bultó, Padrós                   |
| Valencia Basket       | 89 – 87 (T.E.)                                                  | MoraBanc Andorra        | Fuente de San Luis       | 3 de diciembre | 12:30 | 6.900 | Pérez Pizarro, Rial, Olivares           |
| Kirolbet Baskonia     | 85 – 78 Archivado el 8 de diciembre de 2017 en Wayback Machine. | Monbus Obradoiro        | Fernando Buesa Arena     | 3 de diciembre | 12:30 | 9.239 | Jiménez, Castillo, Sánchez Sixto        |
| Movistar Estudiantes  | 79 – 91 Archivado el 8 de diciembre de 2017 en Wayback Machine. | UCAM Murcia             | WiZink Center            | 3 de diciembre | 12:30 | 8.323 | Hierrezuelo, Perea, Mas                 |
| Tecnyconta Zaragoza   | 86 – 99 Archivado el 8 de diciembre de 2017 en Wayback Machine. | FC Barcelona Lassa      | Pabellón Príncipe Felipe | 3 de diciembre | 18:00 | 9.321 | Conde, Oyón, Torres                     |
| Real Madrid           | 96 – 72 Archivado el 8 de diciembre de 2017 en Wayback Machine. | Herbalife Gran Canaria  | WiZink Center            | 3 de diciembre | 18:30 | 8.727 | Pérez Pérez, Manuel, Sánchez Monserrat  |
| Unicaja               | 86 – 74 Archivado el 8 de diciembre de 2017 en Wayback Machine. | Divina Seguros Joventut | Martín Carpena           | 3 de diciembre | 18:30 | 7.112 | Cortés, Aliaga, Mendoza                 |

| Kirolbet Baskonia       | 94 – 71 Archivado el 10 de diciembre de 2017 en Wayback Machine.  | RETAbet Bilbao Basket   | Fernando Buesa Arena     | 9 de diciembre  | 19:00 | 10.125 | Martín Bertrán, Araña, Martínez         |
| Delteco GBC             | 60 – 64 Archivado el 10 de diciembre de 2017 en Wayback Machine.  | MoraBanc Andorra        | Donostia Arena 2016      | 9 de diciembre  | 19:00 | 3.155  | Jiménez, Bultó, Mendoza                 |
| Real Madrid             | 87 – 85 (T.E.)                                                    | UCAM Murcia             | WiZink Center            | 10 de diciembre | 12:30 | 8.016  | García González, Oyón, Torres           |
| Tecnyconta Zaragoza     | 77 – 102 Archivado el 22 de diciembre de 2017 en Wayback Machine. | Unicaja                 | Pabellón Príncipe Felipe | 10 de diciembre | 12:30 | 7.354  | Perea, García Ortiz, Olivares           |
| Real Betis Energía Plus | 83 – 77 Archivado el 22 de diciembre de 2017 en Wayback Machine.  | Monbus Obradoiro        | San Pablo                | 10 de diciembre | 12:30 | 2.600  | Pérez Pizarro, Serrano, Sánchez Mohedas |
| Herbalife Gran Canaria  | 87 – 80 Archivado el 22 de diciembre de 2017 en Wayback Machine.  | San Pablo Burgos        | Gran Canaria Arena       | 10 de diciembre | 13:00 | 5.347  | Conde, Aliaga, Zamorano                 |
| Montakit Fuenlabrada    | 83 – 78 Archivado el 22 de diciembre de 2017 en Wayback Machine.  | Divina Seguros Joventut | Fernando Martín          | 10 de diciembre | 18:00 | 5.410  | Pérez Pérez, Fernández, Sacristán       |
| Movistar Estudiantes    | 73 – 71 Archivado el 22 de diciembre de 2017 en Wayback Machine.  | Valencia Basket         | WiZink Center            | 10 de diciembre | 18:30 | 7.413  | Peruga, Castillo, Padrós                |
| FC Barcelona Lassa      | 91 – 93 (T.E.)                                                    | Iberostar Tenerife      | Palau Blaugrana          | 10 de diciembre | 19:00 | 4.019  | Cortés, Manuel, Sánchez Sixto           |

| Iberostar Tenerife      | 81 – 77 Archivado el 21 de diciembre de 2017 en Wayback Machine. | Unicaja                 | Insular Santiago Martín | 16 de diciembre | 19:00 | 4.371 | Peruga, Serrano, Sánchez Mohedas          |
| San Pablo Burgos        | 69 – 71 Archivado el 21 de diciembre de 2017 en Wayback Machine. | Montakit Fuenlabrada    | El Plantío              | 16 de diciembre | 20:00 | 8.783 | García González, Rial, Mas                |
| RETAbet Bilbao Basket   | 87 – 77 Archivado el 21 de diciembre de 2017 en Wayback Machine. | Movistar Estudiantes    | Bilbao Arena            | 17 de diciembre | 12:30 | 8.893 | Pérez Pizarro, Oyón, Caballero            |
| FC Barcelona Lassa      | 77 – 88 Archivado el 21 de diciembre de 2017 en Wayback Machine. | Herbalife Gran Canaria  | Palau Blaugrana         | 17 de diciembre | 12:30 | 3.974 | Hierrezuelo, Bultó, Munar                 |
| UCAM Murcia             | 63 – 70 Archivado el 21 de diciembre de 2017 en Wayback Machine. | Real Betis Energía Plus | Palacio de Deportes     | 17 de diciembre | 12:30 | 5.120 | Jiménez, Aliaga, Fernández                |
| Divina Seguros Joventut | 94 – 83 Archivado el 21 de diciembre de 2017 en Wayback Machine. | Tecnyconta Zaragoza     | Olímpico de Badalona    | 17 de diciembre | 12:30 | 4.515 | Martín Bertrán, Manuel, Sánchez Monserrat |
| Valencia Basket         | 86 – 64 Archivado el 21 de diciembre de 2017 en Wayback Machine. | Delteco GBC             | Fuente de San Luis      | 17 de diciembre | 18:00 | 7.400 | Perea, Araña, Zamorano                    |
| MoraBanc Andorra        | 94 – 97 Archivado el 21 de diciembre de 2017 en Wayback Machine. | Kirolbet Baskonia       | Poliesportiu d'Andorra  | 17 de diciembre | 18:30 | 4.450 | Cortés, García Ortiz, Sacristán           |
| Monbus Obradoiro        | 93 – 102 Archivado el 5 de enero de 2018 en Wayback Machine.     | Real Madrid             | Fontes do Sar           | 17 de diciembre | 18:30 | 5.705 | Conde, Calatrava, Martínez                |

| Tecnyconta Zaragoza     | 73 – 77 Archivado el 27 de diciembre de 2017 en Wayback Machine. | UCAM Murcia             | Pabellón Príncipe Felipe | 23 de diciembre | 18:30 | 7.211  | Hierrezuelo, Araña, Martínez              |
| Movistar Estudiantes    | 95 – 67 Archivado el 27 de diciembre de 2017 en Wayback Machine. | Monbus Obradoiro        | WiZink Center            | 23 de diciembre | 19:00 | 8.513  | Pérez Pérez, Fernández, Munar             |
| MoraBanc Andorra        | 99 – 91 Archivado el 27 de diciembre de 2017 en Wayback Machine. | RETAbet Bilbao Basket   | Poliesportiu d'Andorra   | 23 de diciembre | 19:00 | 4.070  | Perea, Castillo, Torres                   |
| Montakit Fuenlabrada    | 79 – 68 Archivado el 27 de diciembre de 2017 en Wayback Machine. | Iberostar Tenerife      | Fernando Martín          | 23 de diciembre | 19:00 | 5.646  | Conde, Oyón, Mendoza                      |
| Divina Seguros Joventut | 81 – 88 Archivado el 27 de diciembre de 2017 en Wayback Machine. | San Pablo Burgos        | Olímpico de Badalona     | 23 de diciembre | 20:00 | 4.886  | Jiménez, Serrano, Sánchez Sixto           |
| Herbalife Gran Canaria  | 83 – 90 Archivado el 31 de diciembre de 2017 en Wayback Machine. | Real Betis Energía Plus | Gran Canaria Arena       | 23 de diciembre | 20:00 | 5.161  | Cortés, Calatrava, Olivares               |
| Delteco GBC             | 77 – 101 Archivado el 3 de enero de 2018 en Wayback Machine.     | FC Barcelona Lassa      | Donostia Arena 2016      | 2 de enero      | 18:30 | 4.109  | Pérez Pizarro, Rial, Padrós               |
| Unicaja                 | 74 – 67 Archivado el 3 de enero de 2018 en Wayback Machine.      | Valencia Basket         | Martín Carpena           | 2 de enero      | 21:00 | 7.645  | Martín Bertrán, Manuel, Sánchez Monserrat |
| Kirolbet Baskonia       | 69 – 81 Archivado el 4 de enero de 2018 en Wayback Machine.      | Real Madrid             | Fernando Buesa Arena     | 3 de enero      | 20:00 | 14.178 | Peruga, Bultó, Caballero                  |

| Valencia Basket         | 102 – 81 Archivado el 31 de diciembre de 2017 en Wayback Machine. | Divina Seguros Joventut | Fuente de San Luis      | 30 de diciembre | 19:00 | 6.500  | Calatrava, García Ortiz, Sánchez Mohedas |
| Real Betis Energía Plus | 70 – 67 Archivado el 31 de diciembre de 2017 en Wayback Machine.  | Tecnyconta Zaragoza     | San Pablo               | 30 de diciembre | 19:00 | 4.100  | Pérez Pérez, Bultó, Sánchez Sixto        |
| Monbus Obradoiro        | 65 – 77 Archivado el 31 de diciembre de 2017 en Wayback Machine.  | MoraBanc Andorra        | Fontes do Sar           | 30 de diciembre | 19:00 | 5.695  | Martín Bertrán, Araña, Zamorano          |
| Iberostar Tenerife      | 92 – 71 Archivado el 31 de diciembre de 2017 en Wayback Machine.  | Herbalife Gran Canaria  | Insular Santiago Martín | 30 de diciembre | 19:00 | 5.161  | Pérez Pizarro, Castillo, Mas             |
| RETAbet Bilbao Basket   | 70 – 67 Archivado el 31 de diciembre de 2017 en Wayback Machine.  | Unicaja                 | Bilbao Arena            | 30 de diciembre | 19:30 | 9.321  | Cortés, Rial, Mendoza                    |
| San Pablo Burgos        | 76 – 99 Archivado el 31 de diciembre de 2017 en Wayback Machine.  | Delteco GBC             | El Plantío              | 30 de diciembre | 20:00 | 9.352  | Hierrezuelo, Fernández, Sacristán        |
| FC Barcelona Lassa      | 101 – 74 Archivado el 1 de enero de 2018 en Wayback Machine.      | Montakit Fuenlabrada    | Palau Blaugrana         | 31 de diciembre | 12:30 | 4.297  | Peruga, Serrano, Torres                  |
| UCAM Murcia             | 78 – 67 Archivado el 1 de enero de 2018 en Wayback Machine.       | Kirolbet Baskonia       | Palacio de Deportes     | 31 de diciembre | 12:30 | 5.839  | García González, Perea, Padrós           |
| Real Madrid             | 96 – 89 Archivado el 3 de enero de 2018 en Wayback Machine.       | Movistar Estudiantes    | WiZink Center           | 31 de diciembre | 12:30 | 10.387 | Jiménez, Aliaga, Olivares                |

| Unicaja                 | 96 – 76 Archivado el 13 de abril de 2018 en Wayback Machine. | Monbus Obradoiro      | Martín Carpena           | 6 de enero | 19:00 | 6.260 | García González, Castillo, Sacristán     |
| MoraBanc Andorra        | 91 – 99 Archivado el 13 de abril de 2018 en Wayback Machine. | San Pablo Burgos      | Poliesportiu d'Andorra   | 6 de enero | 21:00 | 4.140 | Calatrava, Oyón, Martínez                |
| Tecnyconta Zaragoza     | 102 – 97 (T.E.)                                              | Movistar Estudiantes  | Pabellón Príncipe Felipe | 7 de enero | 12:30 | 6.853 | Cortés, Rial, Mas                        |
| Real Betis Energía Plus | 82 – 89 Archivado el 2 de abril de 2018 en Wayback Machine.  | FC Barcelona Lassa    | San Pablo                | 7 de enero | 12:30 | 5.800 | Martín Bertrán, García Ortiz, Caballero  |
| Montakit Fuenlabrada    | 88 – 86 Archivado el 11 de abril de 2018 en Wayback Machine. | UCAM Murcia           | Fernando Martín          | 7 de enero | 12:30 | 5.432 | Pérez Pizarro, Manuel, Sánchez Monserrat |
| Herbalife Gran Canaria  | 90 – 85 Archivado el 13 de abril de 2018 en Wayback Machine. | RETAbet Bilbao Basket | Gran Canaria Arena       | 7 de enero | 13:00 | 5.383 | Peruga, Fernández, Sánchez Mohedas       |
| Divina Seguros Joventut | 66 – 84 Archivado el 11 de abril de 2018 en Wayback Machine. | Real Madrid           | Olímpico de Badalona     | 7 de enero | 18:00 | 8.597 | Hierrezuelo, Araña, Zamorano             |
| Kirolbet Baskonia       | 78 – 74 Archivado el 13 de abril de 2018 en Wayback Machine. | Valencia Basket       | Fernando Buesa Arena     | 7 de enero | 18:00 | 9.741 | Conde, Aliaga, Munar                     |
| Delteco GBC             | 89 – 70 Archivado el 13 de abril de 2018 en Wayback Machine. | Iberostar Tenerife    | Donostia Arena 2016      | 7 de enero | 18:00 | 1.889 | Pérez Pérez, Serrano, Olivares           |

| Monbus Obradoiro      | 69 – 72 Archivado el 16 de abril de 2018 en Wayback Machine.  | Delteco GBC             | Fontes do Sar           | 13 de enero | 19:00 | 4.702 | Peruga, Aliaga, Torres                |
| Valencia Basket       | 103 – 58 Archivado el 16 de abril de 2018 en Wayback Machine. | Tecnyconta Zaragoza     | Fuente de San Luis      | 13 de enero | 19:00 | 7.103 | Perea, Oyón, Sacristán                |
| Movistar Estudiantes  | 81 – 72 Archivado el 16 de abril de 2018 en Wayback Machine.  | MoraBanc Andorra        | WiZink Center           | 14 de enero | 12:30 | 8.213 | Pérez Pizarro, Bultó, Sánchez Mohedas |
| RETAbet Bilbao Basket | 99 – 74 Archivado el 16 de abril de 2018 en Wayback Machine.  | Divina Seguros Joventut | Bilbao Arena            | 14 de enero | 12:30 | 8.640 | García González, Castillo, Martínez   |
| San Pablo Burgos      | 92 – 88 (T.E.)                                                | Real Betis Energía Plus | El Plantío              | 14 de enero | 12:30 | 9.352 | Jiménez, Araña, Sánchez Monserrat     |
| UCAM Murcia           | 84 – 78 Archivado el 16 de abril de 2018 en Wayback Machine.  | Herbalife Gran Canaria  | Palacio de Deportes     | 14 de enero | 12:30 | 5.468 | Hierrezuelo, Serrano, Caballero       |
| FC Barcelona Lassa    | 73 – 76 Archivado el 13 de abril de 2018 en Wayback Machine.  | Unicaja                 | Palau Blaugrana         | 14 de enero | 18:30 | 4.957 | Pérez Pérez, Calatrava, Sánchez Sixto |
| Real Madrid           | 100 – 72 Archivado el 16 de abril de 2018 en Wayback Machine. | Montakit Fuenlabrada    | WiZink Center           | 14 de enero | 18:30 | 9.773 | Conde, García Ortiz, Padrós           |
| Iberostar Tenerife    | 86 – 74 Archivado el 16 de abril de 2018 en Wayback Machine.  | Kirolbet Baskonia       | Insular Santiago Martín | 14 de enero | 19:00 | 5.106 | Martín Bertrán, Manuel, Fernández     |

| Delteco GBC             | 84 – 98 Archivado el 16 de abril de 2018 en Wayback Machine.  | Real Madrid             | Donostia Arena 2016      | 21 de enero | 17:00 | 5.118 | Perea, Oyón, Sánchez Sixto              |
| Kirolbet Baskonia       | 94 – 70 Archivado el 29 de marzo de 2018 en Wayback Machine.  | Real Betis Energía Plus | Fernando Buesa Arena     | 21 de enero | 18:30 | 8.944 | Pérez Pizarro, Castillo, Torres         |
| Divina Seguros Joventut | 62 – 71 Archivado el 29 de marzo de 2018 en Wayback Machine.  | UCAM Murcia             | Olímpico de Badalona     | 21 de enero | 18:30 | 4.058 | Peruga, Bultó, Padrós                   |
| Iberostar Tenerife      | 77 – 59 Archivado el 29 de marzo de 2018 en Wayback Machine.  | Movistar Estudiantes    | Insular Santiago Martín  | 21 de enero | 18:30 | 5.144 | García González, García Ortiz, Martínez |
| MoraBanc Andorra        | 102 – 92 Archivado el 29 de marzo de 2018 en Wayback Machine. | FC Barcelona Lassa      | Poliesportiu d'Andorra   | 21 de enero | 18:30 | 4.854 | Cortés, Aliaga, Olivares                |
| RETAbet Bilbao Basket   | 74 – 84 Archivado el 29 de marzo de 2018 en Wayback Machine.  | Monbus Obradoiro        | San Pablo                | 21 de enero | 18:30 | 8.491 | Hierrezuelo, Serrano, Mas               |
| Tecnyconta Zaragoza     | 73 – 79 Archivado el 29 de marzo de 2018 en Wayback Machine.  | San Pablo Burgos        | Pabellón Príncipe Felipe | 21 de enero | 18:30 | 8.833 | Pérez Pérez, Manuel, Caballero          |
| Unicaja                 | 94 – 87 Archivado el 16 de abril de 2018 en Wayback Machine.  | Herbalife Gran Canaria  | Martín Carpena           | 21 de enero | 18:30 | 7.460 | Conde, Araña, Zamorano                  |
| Valencia Basket         | 88 – 72 Archivado el 29 de marzo de 2018 en Wayback Machine.  | Montakit Fuenlabrada    | Fuente de San Luis       | 21 de enero | 18:30 | 6.461 | Jiménez, Rial, Mendoza                  |

| Montakit Fuenlabrada    | 77 – 85 Archivado el 16 de abril de 2018 en Wayback Machine. | MoraBanc Andorra        | Fernando Martín     | 27 de enero | 19:00 | 5.524 | Hierrezuelo, Castillo, Mas                |
| San Pablo Burgos        | 78 – 85 Archivado el 16 de abril de 2018 en Wayback Machine. | Unicaja                 | El Plantío          | 27 de enero | 20:00 | 9.122 | Peruga, Aliaga, Olivares                  |
| FC Barcelona Lassa      | 91 – 79 Archivado el 16 de abril de 2018 en Wayback Machine. | Divina Seguros Joventut | Palau Blaugrana     | 28 de enero | 12:30 | 5.892 | Perea, Manuel, Sánchez Mohedas            |
| Real Betis Energía Plus | 88 – 94 Archivado el 16 de abril de 2018 en Wayback Machine. | Delteco GBC             | San Pablo           | 28 de enero | 12:30 | 5.413 | Cortés, Calatrava, Padrós                 |
| Real Madrid             | 95 – 65 Archivado el 15 de abril de 2018 en Wayback Machine. | RETAbet Bilbao Basket   | WiZink Center       | 28 de enero | 12:30 | 9.168 | Martín Bertrán, Caballero, Sacristán      |
| UCAM Murcia             | 74 – 72 Archivado el 11 de abril de 2018 en Wayback Machine. | Iberostar Tenerife      | Palacio de Deportes | 28 de enero | 12:30 | 5.694 | Jiménez, Rial, Munar                      |
| Herbalife Gran Canaria  | 90 – 70 Archivado el 16 de abril de 2018 en Wayback Machine. | Tecnyconta Zaragoza     | Gran Canaria Arena  | 28 de enero | 13:00 | 5.691 | García González, Bultó, Sánchez Sixto     |
| Monbus Obradoiro        | 96 – 77 Archivado el 16 de abril de 2018 en Wayback Machine. | Valencia Basket         | Fontes do Sar       | 28 de enero | 18:00 | 5.296 | Pérez Pérez, Fernández, Sánchez Monserrat |
| Movistar Estudiantes    | 87 – 89 Archivado el 16 de abril de 2018 en Wayback Machine. | Kirolbet Baskonia       | WiZink Center       | 28 de enero | 18:30 | 8.170 | Conde, Oyón, Zamorano                     |

| MoraBanc Andorra        | 89 – 87 Archivado el 1 de abril de 2018 en Wayback Machine.   | Real Madrid             | Poliesportiu d'Andorra   | 3 de febrero | 19:00 | 5.000  | García González, Serrano, Mendoza   |
| Iberostar Tenerife      | 84 – 76 Archivado el 9 de abril de 2018 en Wayback Machine.   | San Pablo Burgos        | Insular Santiago Martín  | 3 de febrero | 20:00 | 4.461  | Cortés, Perea, Sacristán            |
| Delteco GBC             | 80 – 87 Archivado el 11 de abril de 2018 en Wayback Machine.  | Herbalife Gran Canaria  | Donostia Arena 2016      | 4 de febrero | 12:30 | 2.837  | Martín Bertrán, García Ortiz, Munar |
| Divina Seguros Joventut | 93 – 96 Archivado el 11 de abril de 2018 en Wayback Machine.  | Movistar Estudiantes    | Olímpico de Badalona     | 4 de febrero | 12:30 | 4.787  | Pérez Pérez, Rial, Sánchez Sixto    |
| RETAbet Bilbao Basket   | 77 – 83 Archivado el 11 de abril de 2018 en Wayback Machine.  | Montakit Fuenlabrada    | Bilbao Arena             | 4 de febrero | 12:30 | 8.348  | Calatrava, Oyón, Torres             |
| Valencia Basket         | 103 – 67 Archivado el 11 de abril de 2018 en Wayback Machine. | Real Betis Energía Plus | Fuente de San Luis       | 4 de febrero | 18:00 | 6.121  | Hierrezuelo, Manuel, Zamorano       |
| Kirolbet Baskonia       | 96 – 72 Archivado el 11 de abril de 2018 en Wayback Machine.  | FC Barcelona Lassa      | Fernando Buesa Arena     | 4 de febrero | 18:30 | 11.251 | Jiménez, Bultó, Martínez            |
| Tecnyconta Zaragoza     | 93 – 87 Archivado el 11 de abril de 2018 en Wayback Machine.  | Monbus Obradoiro        | Pabellón Príncipe Felipe | 4 de febrero | 18:30 | 7.563  | Conde, Araña, Sánchez Mohedas       |
| Unicaja                 | 78 – 67 Archivado el 11 de abril de 2018 en Wayback Machine.  | UCAM Murcia             | Martín Carpena           | 4 de febrero | 18:30 | 6.761  | Pérez Pizarro, Fernández, Caballero |

| Kirolbet Baskonia    | 96 – 78 Archivado el 14 de abril de 2018 en Wayback Machine. | Unicaja                 | Fernando Buesa Arena   | 10 de febrero | 19:00 | 9.412 | Pérez Pérez, Serrano, Padrós           |
| Monbus Obradoiro     | 70 – 68 (T.E.)                                               | UCAM Murcia             | Fontes do Sar          | 10 de febrero | 19:00 | 4.786 | Martín Bertrán, Calatrava, Mendoza     |
| MoraBanc Andorra     | 88 – 81 Archivado el 14 de abril de 2018 en Wayback Machine. | Divina Seguros Joventut | Poliesportiu d'Andorra | 10 de febrero | 21:00 | 4.153 | Jiménez, Araña, Sánchez Monserrat      |
| FC Barcelona Lassa   | 90 – 58 Archivado el 14 de abril de 2018 en Wayback Machine. | RETAbet Bilbao Basket   | Palau Blaugrana        | 11 de febrero | 12:30 | 5.567 | Conde, Castillo, Fernández             |
| Montakit Fuenlabrada | 66 – 86 Archivado el 14 de abril de 2018 en Wayback Machine. | Herbalife Gran Canaria  | Fernando Martín        | 11 de febrero | 12:30 | 5.491 | Cortés, Perea, Martínez                |
| Movistar Estudiantes | 89 – 83 Archivado el 14 de abril de 2018 en Wayback Machine. | Real Betis Energía Plus | WiZink Center          | 11 de febrero | 12:30 | 8.313 | Peruga, Bultó, Mas                     |
| San Pablo Burgos     | 76 – 90 Archivado el 14 de abril de 2018 en Wayback Machine. | Valencia Basket         | El Plantío             | 11 de febrero | 12:30 | 9.112 | García González, García Ortiz, Torres  |
| Delteco GBC          | 94 – 99 Archivado el 14 de abril de 2018 en Wayback Machine. | Tecnyconta Zaragoza     | Donostia Arena 2016    | 11 de febrero | 18:00 | 2.619 | Hierrezuelo, Rial, Olivares            |
| Real Madrid          | 89 – 76 Archivado el 14 de abril de 2018 en Wayback Machine. | Iberostar Tenerife      | WiZink Center          | 11 de febrero | 18:30 | 8.794 | Pérez Pizarro, Aliaga, Sánchez Mohedas |

| UCAM Murcia             | 55 – 61 Archivado el 8 de abril de 2018 en Wayback Machine. | FC Barcelona Lassa      | Palacio de Deportes      | 3 de marzo | 19:00 | 5.911 | García González, Serrano, Zamorano    |
| RETAbet Bilbao Basket   | 71 – 74 Archivado el 8 de abril de 2018 en Wayback Machine. | Delteco GBC             | Bilbao Arena             | 4 de marzo | 12:30 | 9.386 | Pérez Pérez, Araña, Sánchez Monserrat |
| Real Betis Energía Plus | 86 – 81 Archivado el 8 de abril de 2018 en Wayback Machine. | Divina Seguros Joventut | San Pablo                | 4 de marzo | 12:30 | 5.390 | Conde, Perea, Martínez                |
| Real Madrid             | 96 – 81 Archivado el 4 de abril de 2018 en Wayback Machine. | San Pablo Burgos        | WiZink Center            | 4 de marzo | 12:30 | 8.604 | Martín Bertrán, Caballero, Munar      |
| Herbalife Gran Canaria  | 87 – 78 Archivado el 8 de abril de 2018 en Wayback Machine. | Valencia Basket         | Gran Canaria Arena       | 4 de marzo | 13:00 | 6.076 | Jiménez, Castillo, Padrós             |
| Iberostar Tenerife      | 69 – 78 Archivado el 8 de abril de 2018 en Wayback Machine. | MoraBanc Andorra        | Insular Santiago Martín  | 4 de marzo | 13:30 | 4.861 | Hierrezuelo, Oyón, Sánchez Sixto      |
| Monbus Obradoiro        | 78 – 81 Archivado el 8 de abril de 2018 en Wayback Machine. | Montakit Fuenlabrada    | Fontes do Sar            | 4 de marzo | 18:00 | 4.719 | Pérez Pizarro, Manuel, Olivares       |
| Movistar Estudiantes    | 57 – 72 Archivado el 8 de abril de 2018 en Wayback Machine. | Unicaja                 | WiZink Center            | 4 de marzo | 18:30 | 8.306 | Calatrava, García Ortiz, Sacristán    |
| Tecnyconta Zaragoza     | 74 – 98 Archivado el 8 de abril de 2018 en Wayback Machine. | Kirolbet Baskonia       | Pabellón Príncipe Felipe | 4 de marzo | 18:30 | 6.982 | Cortés, Aliaga, Mas                   |

| Montakit Fuenlabrada    | 87 – 81 Archivado el 4 de abril de 2018 en Wayback Machine.   | Movistar Estudiantes  | Fernando Martín         | 10 de marzo | 19:00 | 5.388 | Martín Bertrán, Serrano, Sánchez Sixto |
| Divina Seguros Joventut | 61 – 75 Archivado el 14 de abril de 2018 en Wayback Machine.  | Kirolbet Baskonia     | Olímpico de Badalona    | 11 de marzo | 12:30 | 6.832 | Pérez Pizarro, Calatrava, Mendoza      |
| Real Betis Energía Plus | 89 – 100 Archivado el 14 de abril de 2018 en Wayback Machine. | MoraBanc Andorra      | San Pablo               | 11 de marzo | 12:30 | 6.723 | García González, Aliaga, Sacristán     |
| UCAM Murcia             | 67 – 64 Archivado el 14 de abril de 2018 en Wayback Machine.  | San Pablo Burgos      | Palacio de Deportes     | 11 de marzo | 12:30 | 5.089 | Pérez Pérez, Oyón, Sánchez Mohedas     |
| Iberostar Tenerife      | 100 – 94 (T.E.)                                               | Tecnyconta Zaragoza   | Insular Santiago Martín | 11 de marzo | 13:30 | 4.483 | Conde, Fernández, Zamorano             |
| Valencia Basket         | 87 – 67 Archivado el 14 de abril de 2018 en Wayback Machine.  | RETAbet Bilbao Basket | Fuente de San Luis      | 11 de marzo | 18:00 | 7.020 | Cortés, Bultó, Munar                   |
| FC Barcelona Lassa      | 94 – 72 Archivado el 14 de abril de 2018 en Wayback Machine.  | Real Madrid           | Palau Blaugrana         | 11 de marzo | 18:30 | 5.687 | Jiménez, Manuel, Rial                  |
| Unicaja                 | 114 – 88 Archivado el 14 de abril de 2018 en Wayback Machine. | Delteco GBC           | Martín Carpena          | 11 de marzo | 18:30 | 6.780 | Perea, Castillo, Martínez              |
| Herbalife Gran Canaria  | 82 – 64 Archivado el 14 de abril de 2018 en Wayback Machine.  | Monbus Obradoiro      | Gran Canaria Arena      | 11 de marzo | 20:00 | 4.176 | Hierrezuelo, Caballero, Torres         |

| Tecnyconta Zaragoza     | 81 – 96 Archivado el 14 de abril de 2018 en Wayback Machine.  | Real Madrid             | Pabellón Príncipe Felipe | 17 de marzo | 19:00 | 9.489 | Perea, Oyón, Martínez                   |
| Divina Seguros Joventut | 62 – 63 Archivado el 14 de abril de 2018 en Wayback Machine.  | Monbus Obradoiro        | Olímpico de Badalona     | 17 de marzo | 20:30 | 5.052 | Cortés, García Ortiz, Mas               |
| Kirolbet Baskonia       | 91 – 66 Archivado el 14 de abril de 2018 en Wayback Machine.  | Herbalife Gran Canaria  | Fernando Buesa Arena     | 18 de marzo | 12:30 | 9.631 | Martín Bertrán, Manuel, Sánchez Sixto   |
| MoraBanc Andorra        | 90 – 70 Archivado el 14 de abril de 2018 en Wayback Machine.  | UCAM Murcia             | Poliesportiu d'Andorra   | 18 de marzo | 12:30 | 3.874 | Conde, Rial, Torres                     |
| RETAbet Bilbao Basket   | 93 – 79 Archivado el 14 de abril de 2018 en Wayback Machine.  | Real Betis Energía Plus | Bilbao Arena             | 18 de marzo | 12:30 | 9.470 | Jiménez, Serrano, Caballero             |
| Delteco GBC             | 101 – 91 Archivado el 14 de abril de 2018 en Wayback Machine. | Movistar Estudiantes    | Donostia Arena 2016      | 18 de marzo | 18:00 | 3.816 | Pérez Pizarro, Fernández, Padrós        |
| Unicaja                 | 82 – 86 Archivado el 14 de abril de 2018 en Wayback Machine.  | Montakit Fuenlabrada    | Martín Carpena           | 18 de marzo | 18:00 | 6.672 | García González, Bultó, Sánchez Mohedas |
| Valencia Basket         | 74 – 61 Archivado el 14 de abril de 2018 en Wayback Machine.  | Iberostar Tenerife      | Fuente de San Luis       | 18 de marzo | 18:00 | 5.800 | Peruga, Araña, Sánchez Monserrat        |
| San Pablo Burgos        | 101 – 103 (T.E.)                                              | FC Barcelona Lassa      | El Plantío               | 18 de marzo | 18:30 | 8.985 | Hierrezuelo, Castillo, Mendoza          |

| UCAM Murcia             | 83 – 69 Archivado el 14 de abril de 2018 en Wayback Machine.  | Delteco GBC             | Palacio de Deportes      | 24 de marzo | 19:00 | 5.185 | Martín Bertrán, Manuel, Caballero    |
| Iberostar Tenerife      | 77 – 75 Archivado el 14 de abril de 2018 en Wayback Machine.  | Divina Seguros Joventut | Insular Santiago Martín  | 24 de marzo | 21:00 | 4.751 | García González, Castillo, Sacristán |
| Movistar Estudiantes    | 100 – 76 Archivado el 14 de abril de 2018 en Wayback Machine. | San Pablo Burgos        | WiZink Center            | 25 de marzo | 12:30 | 9.213 | Jiménez, Rial, Sánchez Monserrat     |
| Tecnyconta Zaragoza     | 81 – 61 Archivado el 14 de abril de 2018 en Wayback Machine.  | RETAbet Bilbao Basket   | Pabellón Príncipe Felipe | 25 de marzo | 12:30 | 6.856 | Hierrezuelo, García Ortiz, Padrós    |
| Herbalife Gran Canaria  | 99 – 95 Archivado el 14 de abril de 2018 en Wayback Machine.  | MoraBanc Andorra        | Gran Canaria Arena       | 25 de marzo | 13:00 | 5.394 | Calatrava, Bultó, Olivares           |
| Kirolbet Baskonia       | 95 – 63 Archivado el 14 de abril de 2018 en Wayback Machine.  | Montakit Fuenlabrada    | Fernando Buesa Arena     | 25 de marzo | 18:00 | 9.255 | Peruga, Araña, Zamorano              |
| Monbus Obradoiro        | 73 – 76 Archivado el 14 de abril de 2018 en Wayback Machine.  | FC Barcelona Lassa      | Fontes do Sar            | 25 de marzo | 18:00 | 5.495 | Conde, Martínez, Sánchez Mohedas     |
| Real Betis Energía Plus | 89 – 88 Archivado el 12 de abril de 2018 en Wayback Machine.  | Unicaja                 | San Pablo                | 25 de marzo | 18:00 | 3.225 | Pérez Pizarro, Oyón, Munar           |
| Real Madrid             | 83 – 71 Archivado el 14 de abril de 2018 en Wayback Machine.  | Valencia Basket         | WiZink Center            | 25 de marzo | 18:30 | 9.812 | Pérez Pérez, Aliaga, Fernández       |

| Delteco GBC             | 72 – 84 Archivado el 5 de abril de 2018 en Wayback Machine.  | Kirolbet Baskonia       | Donostia Arena 2016    | 31 de marzo | 19:00 | 4.084 | Jiménez, Oyón, Sacristán                  |
| MoraBanc Andorra        | 100 – 77 Archivado el 5 de abril de 2018 en Wayback Machine. | Tecnyconta Zaragoza     | Poliesportiu d'Andorra | 31 de marzo | 21:00 | 3.620 | Peruga, Manuel, Munar                     |
| Divina Seguros Joventut | 92 – 91 (T.E.)                                               | Herbalife Gran Canaria  | Olímpico de Badalona   | 1 de abril  | 12:30 | 3.486 | Pérez Pizarro, Serrano, Sánchez Monserrat |
| FC Barcelona Lassa      | 95 – 100 Archivado el 4 de abril de 2018 en Wayback Machine. | Movistar Estudiantes    | Palau Blaugrana        | 1 de abril  | 12:30 | 3.834 | Perea, García Ortiz, Torres               |
| RETAbet Bilbao Basket   | 67 – 74 Archivado el 5 de abril de 2018 en Wayback Machine.  | Iberostar Tenerife      | Bilbao Arena           | 1 de abril  | 12:30 | 7.842 | Martín Bertrán, Aliaga, Olivares          |
| San Pablo Burgos        | 86 – 77 Archivado el 5 de abril de 2018 en Wayback Machine.  | Monbus Obradoiro        | El Plantío             | 1 de abril  | 12:30 | 8.875 | García González, Bultó, Zamorano          |
| Montakit Fuenlabrada    | 91 – 94 Archivado el 5 de abril de 2018 en Wayback Machine.  | Real Betis Energía Plus | Fernando Martín        | 1 de abril  | 18:00 | 4.816 | Pérez Pérez, Rial, Fernández              |
| Valencia Basket         | 73 – 84 Archivado el 5 de abril de 2018 en Wayback Machine.  | UCAM Murcia             | Fuente de San Luis     | 1 de abril  | 18:00 | 5.600 | Hierrezuelo, Calatrava, Sánchez Sixto     |
| Unicaja                 | 88 – 89 Archivado el 4 de abril de 2018 en Wayback Machine.  | Real Madrid             | Martín Carpena         | 1 de abril  | 18:30 | 9.863 | Conde, Araña, Padrós                      |

| Kirolbet Baskonia       | 88 – 75 Archivado el 12 de abril de 2018 en Wayback Machine.  | MoraBanc Andorra        | Fernando Buesa Arena     | 7 de abril | 19:00 | 8.817 | Perea, Castillo, Sánchez Mohedas    |
| Tecnyconta Zaragoza     | 86 – 92 Archivado el 12 de abril de 2018 en Wayback Machine.  | Divina Seguros Joventut | Pabellón Príncipe Felipe | 7 de abril | 20:30 | 7.410 | Jiménez, Calatrava, Caballero       |
| Montakit Fuenlabrada    | 69 – 79 Archivado el 10 de abril de 2018 en Wayback Machine.  | San Pablo Burgos        | Fernando Martín          | 8 de abril | 12:30 | 5.149 | Martín Bertrán, Serrano, Mas        |
| Real Betis Energía Plus | 87 – 102 Archivado el 12 de abril de 2018 en Wayback Machine. | UCAM Murcia             | San Pablo                | 8 de abril | 12:30 | 4.815 | Conde, Araña, Martínez              |
| Real Madrid             | 78 – 65 Archivado el 10 de abril de 2018 en Wayback Machine.  | Monbus Obradoiro        | WiZink Center            | 8 de abril | 12:30 | 7.228 | Hierrezuelo, Rial, Mendoza          |
| Unicaja                 | 72 – 62 Archivado el 12 de abril de 2018 en Wayback Machine.  | Iberostar Tenerife      | Martín Carpena           | 8 de abril | 12:30 | 7.392 | Pérez Pérez, Manuel, Torres         |
| Delteco GBC             | 77 – 95 Archivado el 12 de abril de 2018 en Wayback Machine.  | Valencia Basket         | Donostia Arena 2016      | 8 de abril | 17:00 | 3.302 | Cortés, García Ortiz, Zamorano      |
| Herbalife Gran Canaria  | 77 – 93 Archivado el 12 de abril de 2018 en Wayback Machine.  | FC Barcelona Lassa      | Gran Canaria Arena       | 8 de abril | 18:30 | 6.941 | Peruga, Aliaga, Sacristán           |
| Movistar Estudiantes    | 96 – 84 Archivado el 12 de abril de 2018 en Wayback Machine.  | RETAbet Bilbao Basket   | WiZink Center            | 8 de abril | 18:30 | 7.333 | Pérez Pizarro, Bultó, Sánchez Sixto |

| Real Madrid           | 87 – 70 Archivado el 12 de abril de 2018 en Wayback Machine.  | Divina Seguros Joventut | WiZink Center           | 10 de abril | 20:45 | 5.879 | Pérez Pérez, Martínez, Munar              |
| Movistar Estudiantes  | 84 – 74 Archivado el 12 de abril de 2018 en Wayback Machine.  | Tecnyconta Zaragoza     | WiZink Center           | 11 de abril | 20:00 | 4.674 | García González, Araña, Sánchez Mohedas   |
| FC Barcelona Lassa    | 121 – 56 Archivado el 12 de abril de 2018 en Wayback Machine. | Real Betis Energía Plus | Palau Blaugrana         | 11 de abril | 20:00 | 3.053 | Jiménez, Calatrava, Mendoza               |
| RETAbet Bilbao Basket | 92 – 78 Archivado el 12 de abril de 2018 en Wayback Machine.  | Herbalife Gran Canaria  | Bilbao Arena            | 11 de abril | 20:00 | 8.105 | Cortés, Castillo, Torres                  |
| Monbus Obradoiro      | 91 – 97 (T.E.)                                                | Unicaja                 | Fontes do Sar           | 11 de abril | 20:30 | 4.213 | Peruga, Aliaga, Fernández                 |
| San Pablo Burgos      | 92 – 86 Archivado el 12 de abril de 2018 en Wayback Machine.  | MoraBanc Andorra        | El Plantío              | 11 de abril | 20:30 | 8.733 | Conde, García Ortiz, Sánchez Sixto        |
| Iberostar Tenerife    | 88 – 92 Archivado el 12 de abril de 2018 en Wayback Machine.  | Delteco GBC             | Insular Santiago Martín | 11 de abril | 21:00 | 3.738 | Hierrezuelo, Caballero, Sánchez Monserrat |
| UCAM Murcia           | 82 – 62 Archivado el 13 de abril de 2018 en Wayback Machine.  | Montakit Fuenlabrada    | Palacio de Deportes     | 12 de abril | 19:15 | 5.838 | Perea, Oyón, Olivares                     |
| Valencia Basket       | 81 – 77 Archivado el 13 de abril de 2018 en Wayback Machine.  | Kirolbet Baskonia       | Fuente de San Luis      | 12 de abril | 21:30 | 7.900 | Pérez Pizarro, Serrano, Padrós            |

| Montakit Fuenlabrada    | 75 – 90 Archivado el 7 de junio de 2018 en Wayback Machine.  | Real Madrid           | Fernando Martín          | 14 de abril | 19:00 | 5.356 | Jiménez, Calatrava, Sánchez Monserrat    |
| Tecnyconta Zaragoza     | 74 – 97 Archivado el 18 de junio de 2018 en Wayback Machine. | Valencia Basket       | Pabellón Príncipe Felipe | 14 de abril | 19:00 | 6.985 | Hierrezuelo, Bultó, Olivares             |
| Kirolbet Baskonia       | 100 – 94 Archivado el 20 de mayo de 2018 en Wayback Machine. | Iberostar Tenerife    | Fernando Buesa Arena     | 15 de abril | 12:30 | 8.912 | Peruga, Martínez, Fernández              |
| Divina Seguros Joventut | 84 – 56 Archivado el 20 de mayo de 2018 en Wayback Machine.  | RETAbet Bilbao Basket | Olímpico de Badalona     | 15 de abril | 12:30 | 5.308 | Conde, Araña, Zamorano                   |
| Herbalife Gran Canaria  | 83 – 71 Archivado el 20 de mayo de 2018 en Wayback Machine.  | UCAM Murcia           | Gran Canaria Arena       | 15 de abril | 12:30 | 5.773 | Pérez Pérez, Rial, Mas                   |
| Real Betis Energía Plus | 96 – 101 Archivado el 20 de mayo de 2018 en Wayback Machine. | San Pablo Burgos      | San Pablo                | 15 de abril | 12:30 | 4.419 | Pérez Pizarro, Perea, Caballero          |
| Delteco GBC             | 107 – 99 (T.E.)                                              | Monbus Obradoiro      | Donostia Arena 2016      | 15 de abril | 18:00 | 4.038 | Martín Bertrán, Serrano, Padrós          |
| MoraBanc Andorra        | 78 – 65 Archivado el 24 de mayo de 2018 en Wayback Machine.  | Movistar Estudiantes  | Poliesportiu d'Andorra   | 15 de abril | 18:00 | 4.879 | Cortés, Oyón, Sacristán                  |
| Unicaja                 | 80 – 78 Archivado el 20 de mayo de 2018 en Wayback Machine.  | FC Barcelona Lassa    | Martín Carpena           | 15 de abril | 18:30 | 8.115 | García González, Castillo, Sánchez Sixto |

| Iberostar Tenerife      | 83 – 75 Archivado el 25 de mayo de 2018 en Wayback Machine.  | Montakit Fuenlabrada    | Insular Santiago Martín | 21 de abril | 19:00 | 3.911 | Martín Bertrán, García Ortiz, Sánchez Mohedas |
| Monbus Obradoiro        | 112 – 116 (T.E.)                                             | Movistar Estudiantes    | Fontes do Sar           | 21 de abril | 19:00 | 4.946 | Pérez Pérez, Manuel, Mendoza                  |
| FC Barcelona Lassa      | 89 – 74 Archivado el 27 de mayo de 2018 en Wayback Machine.  | Delteco GBC             | Palau Blaugrana         | 22 de abril | 12:30 | 4.873 | Cortés, Fernández, Munar                      |
| RETAbet Bilbao Basket   | 72 – 82 Archivado el 27 de mayo de 2018 en Wayback Machine.  | MoraBanc Andorra        | Bilbao Arena            | 22 de abril | 12:30 | 9.278 | Peruga, Martínez, Padrós                      |
| Real Betis Energía Plus | 76 – 77 Archivado el 27 de mayo de 2018 en Wayback Machine.  | Herbalife Gran Canaria  | San Pablo               | 22 de abril | 12:30 | 3.810 | García González, Bultó, Zamorano              |
| San Pablo Burgos        | 79 – 80 Archivado el 27 de mayo de 2018 en Wayback Machine.  | Divina Seguros Joventut | El Plantío              | 22 de abril | 12:30 | 9.320 | Hierrezuelo, Castillo, Torres                 |
| UCAM Murcia             | 84 – 73 Archivado el 27 de mayo de 2018 en Wayback Machine.  | Tecnyconta Zaragoza     | Palacio de Deportes     | 22 de abril | 12:30 | 5.319 | Pérez Pizarro, Aliaga, Serrano                |
| Valencia Basket         | 74 – 73 Archivado el 27 de mayo de 2018 en Wayback Machine.  | Unicaja                 | Fuente de San Luis      | 22 de abril | 18:30 | 7.712 | Jiménez, Oyón, Rial                           |
| Real Madrid             | 101 – 89 Archivado el 8 de junio de 2018 en Wayback Machine. | Kirolbet Baskonia       | WiZink Center           | 3 de mayo   | 18:00 | 5.781 | Conde, Perea, Caballero                       |

| Montakit Fuenlabrada    | 75 – 93 Archivado el 4 de junio de 2018 en Wayback Machine. | FC Barcelona Lassa      | Fernando Martín          | 28 de abril | 19:00 | 4.716  | Pérez Pérez, Aliaga, Torres            |
| MoraBanc Andorra        | 93 – 96 Archivado el 3 de junio de 2018 en Wayback Machine. | Monbus Obradoiro        | Poliesportiu d'Andorra   | 28 de abril | 21:00 | 4.180  | Pérez Pizarro, Araña, Mas              |
| Tecnyconta Zaragoza     | 81 – 76 Archivado el 3 de junio de 2018 en Wayback Machine. | Real Betis Energía Plus | Pabellón Príncipe Felipe | 29 de abril | 12:30 | 8.157  | Conde, Castillo, Rial                  |
| Divina Seguros Joventut | 77 – 75 Archivado el 3 de junio de 2018 en Wayback Machine. | Valencia Basket         | Olímpico de Badalona     | 29 de abril | 12:30 | 5.926  | Peruga, Manuel, Sánchez Mohedas        |
| Kirolbet Baskonia       | 87 – 85 Archivado el 3 de junio de 2018 en Wayback Machine. | UCAM Murcia             | Fernando Buesa Arena     | 29 de abril | 12:30 | 8.102  | Cortés, Bultó, Sánchez Monserrat       |
| Unicaja                 | 93 – 78 Archivado el 3 de junio de 2018 en Wayback Machine. | RETAbet Bilbao Basket   | Martín Carpena           | 29 de abril | 12:30 | 7.242  | Hierrezuelo, Perea, Sacristán          |
| Herbalife Gran Canaria  | 68 – 76 Archivado el 3 de junio de 2018 en Wayback Machine. | Iberostar Tenerife      | Gran Canaria Arena       | 29 de abril | 13:00 | 6.978  | Jiménez, Oyón, Sánchez Sixto           |
| Delteco GBC             | 63 – 71 Archivado el 3 de junio de 2018 en Wayback Machine. | San Pablo Burgos        | Donostia Arena 2016      | 29 de abril | 18:00 | 4.205  | García González, Calatrava, Mendoza    |
| Movistar Estudiantes    | 75 – 92 Archivado el 3 de junio de 2018 en Wayback Machine. | Real Madrid             | WiZink Center            | 29 de abril | 18:30 | 13.513 | Martín Bertrán, García Ortiz, Olivares |

| UCAM Murcia             | 75 – 92 Archivado el 27 de mayo de 2018 en Wayback Machine.   | Divina Seguros Joventut | Palacio de Deportes | 25 de abril | 20:30 | 5112 | Jiménez, Martínez, Fernández       |
| FC Barcelona Lassa      | 94 – 70 Archivado el 8 de junio de 2018 en Wayback Machine.   | MoraBanc Andorra        | Palau Blaugrana     | 5 de mayo   | 19:00 | 5068 | Martín Bertrán, Serrano, Rial      |
| Monbus Obradoiro        | 70 – 69 Archivado el 11 de junio de 2018 en Wayback Machine.  | RETAbet Bilbao Basket   | Fontes do Sar       | 5 de mayo   | 19:00 | 4824 | Conde, García Ortiz, Sánchez Sixto |
| Real Madrid             | 87 – 75 Archivado el 11 de junio de 2018 en Wayback Machine.  | Delteco GBC             | WiZink Center       | 6 de mayo   | 12:30 | 6327 | Hierrezuelo, Bultó, Sacristán      |
| San Pablo Burgos        | 96 – 88 Archivado el 11 de junio de 2018 en Wayback Machine.  | Tecnyconta Zaragoza     | El Plantío          | 6 de mayo   | 12:30 | 9320 | Jiménez, Perea, Sánchez Mohedas    |
| Montakit Fuenlabrada    | 61 – 76 Archivado el 11 de junio de 2018 en Wayback Machine.  | Valencia Basket         | Fernando Martín     | 6 de mayo   | 12:30 | 4119 | García González, Araña, Caballero  |
| Real Betis Energía Plus | 62 – 106 Archivado el 11 de junio de 2018 en Wayback Machine. | Kirolbet Baskonia       | San Pablo           | 6 de mayo   | 12:30 | 2815 | Pérez Pérez, Aliaga, Torres        |
| Movistar Estudiantes    | 97 – 92 Archivado el 11 de junio de 2018 en Wayback Machine.  | Iberostar Tenerife      | WiZink Center       | 6 de mayo   | 18:30 | 6523 | Peruga, Calatrava, Munar           |
| Herbalife Gran Canaria  | 76 – 55 Archivado el 11 de junio de 2018 en Wayback Machine.  | Unicaja                 | Gran Canaria Arena  | 6 de mayo   | 18:30 | 4810 | Pérez Pizarro, Manuel, Olivares    |

| UCAM Murcia             | 61 – 63 Archivado el 17 de junio de 2018 en Wayback Machine. | Real Madrid             | Palacio de Deportes     | 12 de mayo | 19:00 | 7098 | Peruga, Manuel, Zamorano               |
| Monbus Obradoiro        | 89 – 70 Archivado el 17 de junio de 2018 en Wayback Machine. | Real Betis Energía Plus | Fontes do Sar           | 12 de mayo | 19:00 | 4874 | Perea, Serrano, Fernández              |
| Unicaja                 | 82 – 83 Archivado el 17 de junio de 2018 en Wayback Machine. | Tecnyconta Zaragoza     | Martín Carpena          | 12 de mayo | 19:00 | 6012 | García González, García Ortiz, Mendoza |
| San Pablo Burgos        | 89 – 98 Archivado el 17 de junio de 2018 en Wayback Machine. | Herbalife Gran Canaria  | El Plantío              | 12 de mayo | 20:00 | 9235 | Martín Bertrán, Aliaga, Padrós         |
| MoraBanc Andorra        | 94 – 81 Archivado el 14 de junio de 2018 en Wayback Machine. | Delteco GBC             | Poliesportiu d'Andorra  | 13 de mayo | 12:30 | 3940 | Castillo, Oyón, Olivares               |
| Divina Seguros Joventut | 95 – 87 Archivado el 18 de junio de 2018 en Wayback Machine. | Montakit Fuenlabrada    | Olímpico de Badalona    | 13 de mayo | 12:30 | 5535 | Hierrezuelo, Calatrava, Sánchez Sixto  |
| RETAbet Bilbao Basket   | 74 – 78 Archivado el 13 de mayo de 2018 en Wayback Machine.  | Kirolbet Baskonia       | Bilbao Arena            | 13 de mayo | 12:30 | 9842 | Jiménez, Araña, Rial                   |
| Valencia Basket         | 93 – 69 Archivado el 18 de junio de 2018 en Wayback Machine. | Movistar Estudiantes    | Fuente de San Luis      | 13 de mayo | 18:00 | 6982 | Pérez Pizarro, Martínez, Mas           |
| Iberostar Tenerife      | 86 – 81 Archivado el 18 de junio de 2018 en Wayback Machine. | FC Barcelona Lassa      | Insular Santiago Martín | 13 de mayo | 18:30 | 5044 | Conde, Bultó, Caballero                |

| Real Madrid           | 104 – 89 Archivado el 14 de junio de 2018 en Wayback Machine.  | Real Betis Energía Plus | WiZink Center            | 9 de mayo  | 20:45 | 4108  | Cortés, Oyón, Mas                        |
| Kirolbet Baskonia     | 102 – 82 Archivado el 25 de mayo de 2018 en Wayback Machine.   | San Pablo Burgos        | Fernando Buesa Arena     | 19 de mayo | 19:00 | 11128 | Calatrava, Serrano, Sacristán            |
| Unicaja               | 87 – 86 Archivado el 14 de junio de 2018 en Wayback Machine.   | MoraBanc Andorra        | Martín Carpena           | 19 de mayo | 19:00 | 5871  | Jiménez, Martínez, Sánchez Monserrat     |
| Iberostar Tenerife    | 73 – 69 Archivado el 14 de junio de 2018 en Wayback Machine.   | Monbus Obradoiro        | Insular Santiago Martín  | 19 de mayo | 20:00 | 5096  | Martín Bertrán, Aliaga, Torres           |
| Valencia Basket       | 70 – 71 Archivado el 14 de junio de 2018 en Wayback Machine.   | FC Barcelona Lassa      | Fuente de San Luis       | 19 de mayo | 21:15 | 7830  | Pérez Pérez, Perea, Zamorano             |
| Delteco GBC           | 92 – 87 Archivado el 14 de junio de 2018 en Wayback Machine.   | Divina Seguros Joventut | Donostia Arena 2016      | 20 de mayo | 12:30 | 4110  | Peruga, Araña, Sánchez Mohedas           |
| Movistar Estudiantes  | 88 – 75 Archivado el 14 de junio de 2018 en Wayback Machine.   | Herbalife Gran Canaria  | WiZink Center            | 20 de mayo | 12:30 | 9321  | García González, García Ortiz, Fernández |
| RETAbet Bilbao Basket | 73 – 82 Archivado el 14 de junio de 2018 en Wayback Machine.   | UCAM Murcia             | Bilbao Arena             | 20 de mayo | 12:30 | 8115  | Pérez Pizarro, Caballero, Padrós         |
| Tecnyconta Zaragoza   | 102 – 108 Archivado el 14 de junio de 2018 en Wayback Machine. | Montakit Fuenlabrada    | Pabellón Príncipe Felipe | 20 de mayo | 12:30 | 7941  | Castillo, Manuel, Munar                  |

| Divina Seguros Joventut | 85 – 78 Archivado el 29 de mayo de 2018 en Wayback Machine.  | Unicaja               | Olímpico de Badalona   | 24 de mayo | 20:30 | 4194 | Martín Bertrán, Serrano, Zamorano            |
| FC Barcelona Lassa      | 100 – 84 Archivado el 29 de mayo de 2018 en Wayback Machine. | Tecnyconta Zaragoza   | Palau Blaugrana        | 24 de mayo | 20:30 | 3583 | Cortés, Araña, Olivares                      |
| Herbalife Gran Canaria  | 88 – 78 Archivado el 29 de mayo de 2018 en Wayback Machine.  | Real Madrid           | Gran Canaria Arena     | 24 de mayo | 20:30 | 6498 | Pérez Pérez, Castillo, Caballero             |
| Monbus Obradoiro        | 77 – 83 Archivado el 29 de mayo de 2018 en Wayback Machine.  | Kirolbet Baskonia     | Fontes do Sar          | 24 de mayo | 20:30 | 4802 | García González, García Ortiz, Sánchez Sixto |
| Montakit Fuenlabrada    | 84 – 70 Archivado el 29 de mayo de 2018 en Wayback Machine.  | Delteco GBC           | Fernando Martín        | 24 de mayo | 20:30 | 4026 | Pérez Pizarro, Bultó, Fernández              |
| MoraBanc Andorra        | 87 – 69 Archivado el 29 de mayo de 2018 en Wayback Machine.  | Valencia Basket       | Poliesportiu d'Andorra | 24 de mayo | 20:30 | 4160 | Conde, Calatrava, Torres                     |
| Real Betis Energía Plus | 62 – 109 Archivado el 28 de mayo de 2018 en Wayback Machine. | Iberostar Tenerife    | San Pablo              | 24 de mayo | 20:30 | 1315 | Hierrezuelo, Manuel, Rial                    |
| San Pablo Burgos        | 90 – 86 Archivado el 28 de mayo de 2018 en Wayback Machine.  | RETAbet Bilbao Basket | El Plantío             | 24 de mayo | 20:30 | 9297 | Peruga, Oyón, Mendoza                        |
| UCAM Murcia             | 71 – 77 Archivado el 28 de mayo de 2018 en Wayback Machine.  | Movistar Estudiantes  | Palacio de Deportes    | 24 de mayo | 20:30 | 5787 | Perea, Aliaga, Sánchez Mohedas               |

### Playoffs por el título
|  | Cuartos de final         | Cuartos de final         | Cuartos de final         | Cuartos de final         | Cuartos de final | Cuartos de final |                     |                     | Semifinales   | Semifinales | Semifinales | Semifinales | Semifinales | Semifinales |  |  | Final | Final | Final | Final | Final | Final |
|  |                          |                          |                          |                          |                  |                  |                     |                     |               |             |             |             |             |             |  |  |       |       |       |       |       |       |
|  |                          |                          |                          |                          |                  |                  |                     |                     |               |             |             |             |             |             |  |  |       |       |       |       |       |       |
|  |                          |                          |                          |                          |                  |                  |                     |                     |               |             |             |             |             |             |  |  |       |       |       |       |       |       |
|  | 1 Real Madrid            | 1 Real Madrid            | 1 Real Madrid            | 1 Real Madrid            | 83               | 84               |                     |                     |               |             |             |             |             |             |  |  |       |       |       |       |       |       |
|  | 1 Real Madrid            | 1 Real Madrid            | 1 Real Madrid            | 1 Real Madrid            | 83               | 84               |                     |                     |               |             |             |             |             |             |  |  |       |       |       |       |       |       |
|  | 8 Iberostar Tenerife     | 8 Iberostar Tenerife     | 8 Iberostar Tenerife     | 8 Iberostar Tenerife     | 73               | 75               |                     |                     |               |             |             |             |             |             |  |  |       |       |       |       |       |       |
|  | 8 Iberostar Tenerife     | 8 Iberostar Tenerife     | 8 Iberostar Tenerife     | 8 Iberostar Tenerife     | 73               | 75               | 1 Real Madrid       | 1 Real Madrid       | 1 Real Madrid | 88          | 92          | 99          |             |             |  |  |       |       |       |       |       |       |
|  |                          |                          |                          |                          |                  |                  | 1 Real Madrid       | 1 Real Madrid       | 1 Real Madrid | 88          | 92          | 99          |             |             |  |  |       |       |       |       |       |       |
|  |                          | 5 Herbalife Gran Canaria | 5 Herbalife Gran Canaria | 5 Herbalife Gran Canaria | 70               | 83               | 92                  |                     |               |             |             |             |             |             |  |  |       |       |       |       |       |       |
|  | 4 Valencia Basket        | 4 Valencia Basket        | 4 Valencia Basket        | 5 Herbalife Gran Canaria | 70               | 83               | 92                  | 71                  | 70            | 89          |             |             |             |             |  |  |       |       |       |       |       |       |
|  | 4 Valencia Basket        | 4 Valencia Basket        | 4 Valencia Basket        |                          |                  |                  |                     |                     |               | 89          |             |             |             |             |  |  |       |       |       |       |       |       |
|  | 5 Herbalife Gran Canaria | 5 Herbalife Gran Canaria | 5 Herbalife Gran Canaria | 56                       | 97               | 92               |                     |                     |               |             |             |             |             |             |  |  |       |       |       |       |       |       |
|  | 5 Herbalife Gran Canaria | 5 Herbalife Gran Canaria | 5 Herbalife Gran Canaria | 56                       | 97               | 92               | 1 Real Madrid       | 1 Real Madrid       | 90            | 98          | 83          | 96          |             |             |  |  |       |       |       |       |       |       |
|  |                          |                          |                          |                          |                  |                  | 1 Real Madrid       | 1 Real Madrid       | 90            | 98          | 83          | 96          |             |             |  |  |       |       |       |       |       |       |
|  |                          | 2 Kirolbet Baskonia      | 2 Kirolbet Baskonia      | 94                       | 91               | 78               | 85                  |                     |               |             |             |             |             |             |  |  |       |       |       |       |       |       |
|  | 2 Kirolbet Baskonia      | 2 Kirolbet Baskonia      | 2 Kirolbet Baskonia      | 2 Kirolbet Baskonia      | 91               | 78               | 85                  | 87                  | 80            |             |             |             |             |             |  |  |       |       |       |       |       |       |
|  | 2 Kirolbet Baskonia      | 2 Kirolbet Baskonia      | 2 Kirolbet Baskonia      | 2 Kirolbet Baskonia      |                  |                  |                     |                     |               |             |             |             |             |             |  |  |       |       |       |       |       |       |
|  | 7 Unicaja Málaga         | 7 Unicaja Málaga         | 7 Unicaja Málaga         | 7 Unicaja Málaga         | 70               | 64               |                     |                     |               |             |             |             |             |             |  |  |       |       |       |       |       |       |
|  | 7 Unicaja Málaga         | 7 Unicaja Málaga         | 7 Unicaja Málaga         | 7 Unicaja Málaga         | 70               | 64               | 2 Kirolbet Baskonia | 2 Kirolbet Baskonia | 86            | 85          | 65          | 88          |             |             |  |  |       |       |       |       |       |       |
|  |                          |                          |                          |                          |                  |                  | 2 Kirolbet Baskonia | 2 Kirolbet Baskonia | 86            | 85          | 65          | 88          |             |             |  |  |       |       |       |       |       |       |
|  |                          | 3 FC Barcelona Lassa     | 3 FC Barcelona Lassa     | 61                       | 79               | 67               | 82                  |                     |               |             |             |             |             |             |  |  |       |       |       |       |       |       |
|  | 3 FC Barcelona Lassa     | 3 FC Barcelona Lassa     | 3 FC Barcelona Lassa     | 61                       | 79               | 67               | 82                  | 76                  | 85            | 91          |             |             |             |             |  |  |       |       |       |       |       |       |
|  | 3 FC Barcelona Lassa     | 3 FC Barcelona Lassa     | 3 FC Barcelona Lassa     |                          |                  |                  |                     |                     |               | 91          |             |             |             |             |  |  |       |       |       |       |       |       |
|  | 6 MoraBanc Andorra       | 6 MoraBanc Andorra       | 6 MoraBanc Andorra       | 94                       | 81               | 71               |                     |                     |               |             |             |             |             |             |  |  |       |       |       |       |       |       |
|  | 6 MoraBanc Andorra       | 6 MoraBanc Andorra       | 6 MoraBanc Andorra       | 94                       | 81               | 71               |                     |                     |               |             |             |             |             |             |  |  |       |       |       |       |       |       |

Fuente: ACB.com Archivado el 16 de junio de 2017 en Wayback Machine.

## Galardones

### Jugador de la jornada
| Jornada | Jugador                  | Equipo                  | Val. |
| ------- | ------------------------ | ----------------------- | ---- |
| 1       | Sylven Landesberg        | Movistar Estudiantes    | 33   |
| 2       | Henk Norel               | Delteco GBC             | 36   |
| 3       | Henk Norel (2)           | Delteco GBC             | 30   |
| 4       | Mateusz Ponitka          | Iberostar Tenerife      | 34   |
| 5       | Tornike Shengelia        | Kirolbet Baskonia       | 33   |
| 6       | Dejan Todorović          | RETAbet Bilbao Basket   | 28   |
| 7       | Felipe Reyes             | Real Madrid             | 26   |
| 7       | Nik Caner-Medley         | Movistar Estudiantes    | 26   |
| 8       | Gary Neal                | Tecnyconta Zaragoza     | 32   |
| 9       | Nemanja Radović          | Monbus Obradoiro        | 29   |
| 10      | Fernando San Emeterio    | Valencia Basket         | 42   |
| 11      | Mateusz Ponitka (2)      | Iberostar Tenerife      | 38   |
| 12      | Rafa Martínez            | Valencia Basket         | 26   |
| 12      | Dejan Todorović (2)      | RETAbet Bilbao Basket   | 26   |
| 13      | Ryan Kelly               | Real Betis Energía Plus | 29   |
| 14      | Luka Dončić              | Real Madrid             | 33   |
| 15      | Nikola Dragović          | Tecnyconta Zaragoza     | 33   |
| 16      | Deon Thompson            | San Pablo Burgos        | 31   |
| 17      | Tornike Shengelia (2)    | Kirolbet Baskonia       | 34   |
| 18      | Kenny Chery              | Delteco GBC             | 28   |
| 19      | Gary Neal (2)            | Tecnyconta Zaragoza     | 33   |
| 20      | Gary Neal (3)            | Tecnyconta Zaragoza     | 45   |
| 21      | Edy Tavares              | Real Madrid             | 27   |
| 22      | Nemanja Nedović          | Unicaja                 | 37   |
| 23      | Thomas Heurtel           | FC Barcelona Lassa      | 37   |
| 24      | Ante Tomić               | FC Barcelona Lassa      | 35   |
| 25      | Sylven Landesberg (2)    | Movistar Estudiantes    | 52   |
| 26      | Petteri Koponen          | FC Barcelona Lassa      | 30   |
| 27      | Lucio Redivo             | RETAbet Bilbao Basket   | 38   |
| 28      | Nicolás Laprovittola     | Divina Seguros Joventut | 31   |
| 29      | Rudy Fernández           | Real Madrid             | 28   |
| 30      | Tornike Shengelia (3)    | Kirolbet Baskonia       | 41   |
| 31      | Nicolás Laprovittola (2) | Divina Seguros Joventut | 34   |
| 32      | Gary Neal (4)            | Tecnyconta Zaragoza     | 39   |
| 33      | Luka Dončić (2)          | Real Madrid             | 42   |
| 34      | Ferrán Bassas            | Iberostar Tenerife      | 33   |

### Jugador del mes MVP Movistar+
(de acuerdo a la página oficial Archivado el 28 de julio de 2018 en Wayback Machine. de la competición)
| Mes       | Semanas | Jugador              | Equipo                  | Val. | Ref    |
| --------- | ------- | -------------------- | ----------------------- | ---- | ------ |
| Octubre   | 1–6     | Henk Norel           | Delteco GBC             | 24.2 | [ 38 ] |
| Noviembre | 7–9     | Gary Neal            | Tecnyconta Zaragoza     | 22   | [ 39 ] |
| Diciembre | 10–14   | Luka Dončić          | Real Madrid             | 24   | [ 40 ] |
| Enero     | 15–18   | Clevin Hannah        | UCAM Murcia             | 21   | [ 41 ] |
| Febrero   | 19–20   | Gary Neal            | Tecnyconta Zaragoza     | 39   | [ 42 ] |
| Marzo     | 21–24   | Ante Tomić           | FC Barcelona Lassa      | 23.8 | [ 43 ] |
| Abril     | 25–30   | Gary Neal            | Tecnyconta Zaragoza     | 23.8 | [ 44 ] |
| Mayo      | 30–34   | Nicolás Laprovíttola | Divina Seguros Joventut | 22.0 | [ 45 ] |

## Estadísticas
A final de temporada 2017-2018
| Rank | Nombre            | Equipo         | VPP  |
| ---- | ----------------- | -------------- | ---- |
| 1.   | Henk Norel        | Delteco GBC    | 19.5 |
| 2.   | Luka Dončić       | Real Madrid    | 19.3 |
| 3.   | Tornike Shengelia | Saski Baskonia | 19.3 |

| Rank | Nombre            | Equipo              | PPT  |
| ---- | ----------------- | ------------------- | ---- |
| 1.   | Gary Neal         | Tecnyconta Zaragoza | 20.6 |
| 2.   | Sylven Landesberg | CB Estudiantes      | 20.1 |
| 3.   | Tornike Shengelia | Saski Baskonia      | 16.1 |

| Rank | Nombre        | Equipo           | RPP  |
| ---- | ------------- | ---------------- | ---- |
| 1.   | Deon Thompson | San Pablo Burgos | 6.74 |
| 2.   | Henk Norel    | Delteco GBC      | 6.73 |
| 3.   | Edy Tavares   | Real Madrid      | 6.41 |

| Rank | Nombre         | Equipo         | APP  |
| ---- | -------------- | -------------- | ---- |
| 1.   | Omar Cook      | CB Estudiantes | 6.76 |
| 2.   | Thomas Heurtel | FC Barcelona   | 6.64 |
| 3.   | Jayson Granger | Saski Baskonia | 5.20 |